# Lijst van onroerend erfgoed in Berchem
Een overzicht van het onroerend erfgoed in het district Berchem in de gemeente Antwerpen. Het onroerend erfgoed maakt onderdeel uit van het cultureel erfgoed in België.

## Bouwkundig erfgoed
| Object                                                                    | Erfgoedstatus? | Bouwjaar of architect                 | Deelgemeente | Adres                                                                           | Coördinaten                   | Nummer? | Afbeelding                                                                |
| ------------------------------------------------------------------------- | --- | ------------------------------------- | ------------ | ------------------------------------------------------------------------------- | ----------------------------- | ------- | ------------------------------------------------------------------------- |
| Burgerhuis in art-nouveaustijl                                            | |                                       | Berchem      | Anjelierstraat 15                                                               | 51° 11' 44" NB, 4° 25' 31" OL | 10881   | Burgerhuis in art-nouveaustijl                                            |
| Feestzaal                                                                 | |                                       | Berchem      | Apollostraat 150                                                                | 51° 11' 47" NB, 4° 26' 49" OL | 10882   | Feestzaal                                                                 |
| Kleuterschool                                                             | |                                       | Berchem      | Arthur Sterckstraat 59-61                                                       | 51° 11' 50" NB, 4° 25' 46" OL | 10884   | Kleuterschool                                                             |
| Burgerhuis in neo-Vlaamserenaissance-stijl                                | |                                       | Berchem      | Arthur Sterckstraat 10                                                          | 51° 11' 55" NB, 4° 25' 44" OL | 10885   | Burgerhuis in neo-Vlaamserenaissance-stijl                                |
| Gemeentelijke Jongensschool en onderwijzerswoning                         | |                                       | Berchem      | Jozef Balstraat 6                                                               | 51° 11' 59" NB, 4° 25' 40" OL | 10886   | Gemeentelijke Jongensschool en onderwijzerswoning                         |
| Twee burgerhuizen                                                         | |                                       | Berchem      | Belpairestraat 59-61                                                            | 51° 11' 55" NB, 4° 25' 8" OL  | 10887   | Twee burgerhuizen                                                         |
| 't Fraulahofje                                                            | |                                       | Berchem      | Berchemboslaan 9                                                                | 51° 11' 1" NB, 4° 26' 10" OL  | 10888   | Upload foto                                                               |
| Parochiekerk De Verrezen Heer                                             | |                                       | Berchem      | Berchemstadionstraat 8                                                          | 51° 11' 18" NB, 4° 26' 7" OL  | 10889   | Parochiekerk De Verrezen Heer                                             |
| Stedelijke Basisschool                                                    | | 1928 Alfred Portielje en Jan De Braey | Berchem      | Bikschotelaan 134-136, Ramskapellestraat 43                                     | 51° 11' 41" NB, 4° 26' 52" OL | 10890   | Stedelijke Basisschool                                                    |
| Eenheidsbebouwing van drie woon- en winkelhuizen                          | |                                       | Berchem      | Callensstraat 1-3, Statiestraat_BE 165                                          | 51° 11' 58" NB, 4° 25' 48" OL | 10891   | Eenheidsbebouwing van drie woon- en winkelhuizen                          |
| Burgerhuis                                                                | |                                       | Berchem      | Callensstraat 23                                                                | 51° 11' 56" NB, 4° 25' 47" OL | 10892   | Burgerhuis                                                                |
| Burgerhuis                                                                | |                                       | Berchem      | Callensstraat 35                                                                | 51° 11' 55" NB, 4° 25' 47" OL | 10893   | Burgerhuis                                                                |
| Burgerhuizen en winkels in eenheidsbebouwing                              | |                                       | Berchem      | Callensstraat 2-18, Statiestraat_BE 167                                         | 51° 11' 58" NB, 4° 25' 49" OL | 10894   | Burgerhuizen en winkels in eenheidsbebouwing                              |
| Hoekpand Ringzicht                                                        | |                                       | Berchem      | Coremansstraat 14A-B                                                            | 51° 11' 21" NB, 4° 25' 14" OL | 10895   | Hoekpand Ringzicht                                                        |
| Drie stadswoningen                                                        | |                                       | Berchem      | De Fourneaustraat 12-16                                                         | 51° 11' 57" NB, 4° 25' 40" OL | 10896   | Drie stadswoningen                                                        |
| Drie neoclassicistische burgerhuizen                                      | |                                       | Berchem      | De Lescluzestraat 13-17                                                         | 51° 11' 42" NB, 4° 24' 43" OL | 10897   | Drie neoclassicistische burgerhuizen                                      |
| Neoclassicistisch herenhuis                                               | |                                       | Berchem      | De Lescluzestraat 63                                                            | 51° 11' 39" NB, 4° 24' 50" OL | 10898   | Neoclassicistisch herenhuis                                               |
| Twee burgerhuizen                                                         | |                                       | Berchem      | De Lescluzestraat 70-72                                                         | 51° 11' 40" NB, 4° 24' 52" OL | 10899   | Twee burgerhuizen                                                         |
| Herenhuis in eclectische stijl                                            | stadsgezicht |                                       | Berchem      | De Merodelei 1                                                                  | 51° 11' 51" NB, 4° 24' 47" OL | 10900   | Herenhuis in eclectische stijl                                            |
| Herenhuis in art-decostijl                                                | |                                       | Berchem      | De Merodelei 8                                                                  | 51° 11' 49" NB, 4° 24' 46" OL | 10901   | Herenhuis in art-decostijl                                                |
| Basiliek Heilig Hart en klooster                                          | Monument |                                       | Berchem      | De Merodelei 12-14, Kardinaal Mercierlei 41-61                                  | 51° 11' 50" NB, 4° 24' 42" OL | 10902   | Basiliek Heilig Hart en klooster                                          |
| Twee burgerhuizen                                                         | |                                       | Berchem      | Dianalaan 33-35                                                                 | 51° 11' 57" NB, 4° 26' 37" OL | 10903   | Twee burgerhuizen                                                         |
| Burgerhuis                                                                | |                                       | Berchem      | Dianalaan 37                                                                    | 51° 11' 57" NB, 4° 26' 37" OL | 10904   | Burgerhuis                                                                |
| Flatgebouw                                                                | |                                       | Berchem      | Diksmuidelaan 16                                                                | 51° 12' 3" NB, 4° 26' 22" OL  | 10905   | Flatgebouw                                                                |
| Tramloods                                                                 | Monument |                                       | Berchem      | Diksmuidelaan 42-44                                                             | 51° 11' 58" NB, 4° 26' 25" OL | 10906   | Tramloods                                                                 |
| Drie winkels in nieuwe zakelijkheid                                       | |                                       | Berchem      | Driekoningenstraat 35-37, 43-45                                                 | 51° 11' 46" NB, 4° 25' 18" OL | 10907   | Drie winkels in nieuwe zakelijkheid                                       |
| Winkelhuis                                                                | |                                       | Berchem      | Driekoningenstraat 20                                                           | 51° 11' 46" NB, 4° 25' 11" OL | 10908   | Winkelhuis                                                                |
| Art-decoburgerhuis                                                        | |                                       | Berchem      | Elisabethlaan 45                                                                | 51° 11' 22" NB, 4° 25' 21" OL | 10909   | Art-decoburgerhuis                                                        |
| Begraafplaats Berchem                                                     | |                                       | Berchem      | Elisabethlaan                                                                   | 51° 11' 7" NB, 4° 25' 20" OL  | 10910   | Begraafplaats Berchem                                                     |
| Berchemsche Bouwhandel                                                    | |                                       | Berchem      | Ferdinand Coosemansstraat 71, 77-79                                             | 51° 11' 55" NB, 4° 25' 15" OL | 10911   | Berchemsche Bouwhandel                                                    |
| Pastorie Sint-Hubertusparochie                                            | |                                       | Berchem      | Ferdinand Coosemansstraat 145                                                   | 51° 11' 58" NB, 4° 25' 28" OL | 10912   | Pastorie Sint-Hubertusparochie                                            |
| Boerenarbeidershuis                                                       | |                                       | Berchem      | Floraliënlaan 359                                                               | 51° 10' 53" NB, 4° 25' 28" OL | 10913   | Boerenarbeidershuis                                                       |
| Huis E. Durlet                                                            | Monument |                                       | Berchem      | Floraliënlaan 320                                                               | 51° 10' 53" NB, 4° 25' 31" OL | 10914   | Upload foto                                                               |
| Rust- en Verzorgingstehuis Sint-Anna                                      | |                                       | Berchem      | Floraliënlaan 400                                                               | 51° 10' 45" NB, 4° 25' 48" OL | 10915   | Rust- en Verzorgingstehuis Sint-Anna                                      |
| Drie burgerhuizen                                                         | |                                       | Berchem      | Frans Van Hombeeckplein 23-27                                                   | 51° 11' 42" NB, 4° 24' 58" OL | 10916   | Drie burgerhuizen                                                         |
| Burgerhuis in art nouveau                                                 | |                                       | Berchem      | Frederik de Merodeplein 1                                                       | 51° 11' 52" NB, 4° 24' 58" OL | 10917   | Burgerhuis in art nouveau                                                 |
| Dokterswoning in neoclassicistische stijl                                 | |                                       | Berchem      | Frederik de Merodeplein 3                                                       | 51° 11' 52" NB, 4° 24' 58" OL | 10918   | Dokterswoning in neoclassicistische stijl                                 |
| Berchemsche Bouwhandel                                                    | |                                       | Berchem      | Frederik de Merodeplein 5-6                                                     | 51° 11' 51" NB, 4° 24' 59" OL | 10919   | Berchemsche Bouwhandel                                                    |
| Burgerhuis in eclectische stijl                                           | |                                       | Berchem      | Frederik de Merodeplein 7                                                       | 51° 11' 51" NB, 4° 24' 59" OL | 10920   | Burgerhuis in eclectische stijl                                           |
| Huis Delagarde                                                            | |                                       | Berchem      | Frederik de Merodestraat 25                                                     | 51° 11' 48" NB, 4° 24' 57" OL | 10922   | Huis Delagarde                                                            |
| Burgerhuis                                                                | |                                       | Berchem      | Frederik de Merodestraat 4                                                      | 51° 11' 50" NB, 4° 24' 59" OL | 10923   | Burgerhuis                                                                |
| Sint-Stanislascollege                                                     | Monument |                                       | Berchem      | Frans Van Hombeeckplein 17, Frederik de Merodestraat 34, Sint-Hubertusstraat 12 | 51° 11' 44" NB, 4° 24' 59" OL | 10925   | Sint-Stanislascollege                                                     |
| Kapel Onze-Lieve-Vrouw Barmhartigheid                                     | |                                       | Berchem      | Generaal Drubbelstraat 4                                                        | 51° 12' 3" NB, 4° 25' 28" OL  | 10926   | Kapel Onze-Lieve-Vrouw Barmhartigheid                                     |
| Burgerhuis in beaux-artsstijl                                             | |                                       | Berchem      | Generaal Lemanstraat 68                                                         | 51° 11' 42" NB, 4° 24' 42" OL | 10929   | Burgerhuis in beaux-artsstijl                                             |
| Twee burgerhuizen in neo-Vlaamserenaissance-stijl                         | |                                       | Berchem      | Generaal Lemanstraat 70-72                                                      | 51° 11' 42" NB, 4° 24' 42" OL | 10930   | Twee burgerhuizen in neo-Vlaamserenaissance-stijl                         |
| Flatgebouw                                                                | |                                       | Berchem      | Granaatstraat 23                                                                | 51° 11' 52" NB, 4° 26' 24" OL | 10931   | Flatgebouw                                                                |
| Hotel Meeûs, heden Vredegerecht                                           | |                                       | Berchem      | Grotesteenweg 13                                                                | 51° 11' 54" NB, 4° 24' 57" OL | 10932   | Hotel Meeûs, heden Vredegerecht                                           |
| Berchem Palace                                                            | |                                       | Berchem      | Grotesteenweg 19-21                                                             | 51° 11' 53" NB, 4° 24' 56" OL | 10933   | Berchem Palace                                                            |
| Herenhuis                                                                 | |                                       | Berchem      | Grotesteenweg 87-91                                                             | 51° 11' 45" NB, 4° 25' 4" OL  | 10934   | Herenhuis                                                                 |
| Winkelhuis met drie appartementen                                         | |                                       | Berchem      | Grotesteenweg 169                                                               | 51° 11' 38" NB, 4° 25' 11" OL | 10936   | Winkelhuis met drie appartementen                                         |
| Burgerhuis                                                                | |                                       | Berchem      | Grotesteenweg 171                                                               | 51° 11' 38" NB, 4° 25' 12" OL | 10937   | Burgerhuis                                                                |
| Hoek- en rijhuizen                                                        | |                                       | Berchem      | Grotesteenweg 455, 461-463                                                      | 51° 10' 58" NB, 4° 25' 50" OL | 10938   | Hoek- en rijhuizen                                                        |
| Onze-Lieve-Vrouwinstituut                                                 | |                                       | Berchem      | Grotesteenweg 489, Lysenstraat 36                                               | 51° 10' 54" NB, 4° 25' 46" OL | 10939   | Onze-Lieve-Vrouwinstituut                                                 |
| Scholencomplex voor secundair onderwijs                                   | |                                       | Berchem      | Grotesteenweg 226                                                               | 51° 11' 18" NB, 4° 25' 42" OL | 10940   | Scholencomplex voor secundair onderwijs                                   |
| Villa                                                                     | |                                       | Berchem      | Grotesteenweg 428                                                               | 51° 11' 12" NB, 4° 25' 46" OL | 10941   | Villa                                                                     |
| Paviljoentje bij kasteel Pulhof                                           | |                                       | Berchem      | Grotesteenweg 466                                                               | 51° 11' 5" NB, 4° 25' 51" OL  | 10942   | Paviljoentje bij kasteel Pulhof                                           |
| Parochiekerk Sint-Theresia en karmelietenklooster                         | |                                       | Berchem      | Grotesteenweg 648-652                                                           | 51° 10' 40" NB, 4° 26' 12" OL | 10943   | Parochiekerk Sint-Theresia en karmelietenklooster                         |
| Parochiekerk Sint-Willibrordus                                            | Monument |                                       | Berchem      | Heilig Hartstraat                                                               | 51° 11' 34" NB, 4° 25' 16" OL | 10944   | Parochiekerk Sint-Willibrordus                                            |
| Pastorie Sint-Willibrordusparochie                                        | |                                       | Berchem      | Heilig Hartstraat 11                                                            | 51° 11' 33" NB, 4° 25' 12" OL | 10945   | Pastorie Sint-Willibrordusparochie                                        |
| Flatgebouw                                                                | |                                       | Berchem      | Herculusstraat 1                                                                | 51° 12' 4" NB, 4° 26' 21" OL  | 10946   | Flatgebouw                                                                |
| Stadswoning                                                               | |                                       | Berchem      | Herculusstraat 3                                                                | 51° 12' 4" NB, 4° 26' 21" OL  | 10947   | Stadswoning                                                               |
| Flatgebouw                                                                | |                                       | Berchem      | Herculusstraat 2                                                                | 51° 12' 5" NB, 4° 26' 21" OL  | 10948   | Flatgebouw                                                                |
| Meergezinswoning en burgerhuis in art-decostijl                           | |                                       | Berchem      | Hilda Ramstraat 57-59, Koninklijkelaan 43                                       | 51° 11' 17" NB, 4° 25' 21" OL | 10949   | Meergezinswoning en burgerhuis in art-decostijl                           |
| Stadswoning                                                               | |                                       | Berchem      | Hofstadestraat 7                                                                | 51° 11' 35" NB, 4° 26' 51" OL | 10950   | Stadswoning                                                               |
| Eengezinswoning                                                           | |                                       | Berchem      | Hofstadestraat 34                                                               | 51° 11' 34" NB, 4° 26' 56" OL | 10951   | Eengezinswoning                                                           |
| Stadswoning                                                               | |                                       | Berchem      | Hof ter Schriecklaan 29                                                         | 51° 11' 18" NB, 4° 25' 16" OL | 10952   | Stadswoning                                                               |
| Rijhuis ontworpen door Ernest Wauters                                     | |                                       | Berchem      | Hof ter Schriecklaan 53                                                         | 51° 11' 16" NB, 4° 25' 13" OL | 10953   | Rijhuis ontworpen door Ernest Wauters                                     |
| Instituut van de Heilige Familie                                          | |                                       | Berchem      | Jan Moorkensstraat 95                                                           | 51° 11' 16" NB, 4° 25' 59" OL | 10954   | Instituut van de Heilige Familie                                          |
| Rijhuis                                                                   | |                                       | Berchem      | Jan Moorkensstraat 32                                                           | 51° 11' 16" NB, 4° 25' 51" OL | 10955   | Rijhuis                                                                   |
| Burgerhuis                                                                | |                                       | Berchem      | Jan Moorkensstraat 68                                                           | 51° 11' 19" NB, 4° 25' 57" OL | 10956   | Burgerhuis                                                                |
| Stedelijk Instituut Lager Onderwijs en onderwijzerswoning                 | |                                       | Berchem      | Jozef Balstraat 6-8                                                             | 51° 11' 58" NB, 4° 25' 39" OL | 10957   | Stedelijk Instituut Lager Onderwijs en onderwijzerswoning                 |
| Pastorie Onze-Lieve-Vrouw-Middelaresparochie                              | |                                       | Berchem      | Strijdhoflaan 20                                                                | 51° 11' 11" NB, 4° 25' 34" OL | 10958   | Pastorie Onze-Lieve-Vrouw-Middelaresparochie                              |
| Modernistisch flatgebouw, architectenwoning Urbain De Meyer               | |                                       | Berchem      | Gitschotellei 106, Jupiterstraat 1-3                                            | 51° 12' 2" NB, 4° 26' 26" OL  | 10959   | Modernistisch flatgebouw, architectenwoning Urbain De Meyer               |
| Burgerhuis                                                                | |                                       | Berchem      | Jupiterstraat 20                                                                | 51° 12' 3" NB, 4° 26' 24" OL  | 10960   | Upload foto                                                               |
| Twee eengezinswoningen                                                    | |                                       | Berchem      | Jupiterstraat 24-26                                                             | 51° 12' 3" NB, 4° 26' 24" OL  | 10961   | Twee eengezinswoningen                                                    |
| Burgerhuis in eclectische stijl                                           | stadsgezicht |                                       | Berchem      | Kardinaal Mercierlei 3                                                          | 51° 11' 52" NB, 4° 24' 57" OL | 10962   | Burgerhuis in eclectische stijl                                           |
| Hotel Van Nuffel                                                          | stadsgezicht |                                       | Berchem      | Kardinaal Mercierlei 5                                                          | 51° 11' 51" NB, 4° 24' 56" OL | 10963   | Hotel Van Nuffel                                                          |
| Koetsierswoning, koetshuis en paardenstallen van het hotel Meeûs          | stadsgezicht |                                       | Berchem      | Kardinaal Mercierlei 9                                                          | 51° 11' 51" NB, 4° 24' 55" OL | 10964   | Koetsierswoning, koetshuis en paardenstallen van het hotel Meeûs          |
| Burgerhuis in art-decostijl                                               | stadsgezicht |                                       | Berchem      | Kardinaal Mercierlei 15                                                         | 51° 11' 51" NB, 4° 24' 54" OL | 10965   | Burgerhuis in art-decostijl                                               |
| Architectenwoning Jules Bilmeyer                                          | stadsgezicht |                                       | Berchem      | Kardinaal Mercierlei 37                                                         | 51° 11' 47" NB, 4° 24' 43" OL | 10968   | Architectenwoning Jules Bilmeyer                                          |
| Geheel van vier eclectische burgerhuizen                                  | stadsgezicht |                                       | Berchem      | Frederik de Merodestraat 1, Kardinaal Mercierlei 2-6                            |                               | 10969   | Geheel van vier eclectische burgerhuizen                                  |
| Kasteel de Bergeyck                                                       | stadsgezicht |                                       | Berchem      | Kardinaal Mercierlei 14A-B                                                      | 51° 11' 48" NB, 4° 24' 55" OL | 10970   | Kasteel de Bergeyck                                                       |
| Herenhuis in neoclassicistische stijl                                     | stadsgezicht |                                       | Berchem      | Kardinaal Mercierlei 16                                                         | 51° 11' 48" NB, 4° 24' 52" OL | 10971   | Herenhuis in neoclassicistische stijl                                     |
| Groepsbebouwing van burgerhuizen met later appartementsgebouw             | stadsgezicht |                                       | Berchem      | Kardinaal Mercierlei 18-28                                                      | 51° 11' 48" NB, 4° 24' 51" OL | 10972   | Groepsbebouwing van burgerhuizen met later appartementsgebouw             |
| Geheel van drie burgerhuizen in neorenaissancestijl                       | stadsgezicht |                                       | Berchem      | Kardinaal Mercierlei 36-40                                                      | 51° 11' 47" NB, 4° 24' 48" OL | 10973   | Geheel van drie burgerhuizen in neorenaissancestijl                       |
| Burgerhuis in art-nouveaustijl                                            | stadsgezicht |                                       | Berchem      | Kardinaal Mercierlei 48                                                         | 51° 11' 47" NB, 4° 24' 47" OL | 10974   | Burgerhuis in art-nouveaustijl                                            |
| Woonhuis beeldhouwer Albert Poels                                         | Monument |                                       | Berchem      | Karel Coggestraat 45                                                            | 51° 11' 34" NB, 4° 26' 4" OL  | 10975   | Woonhuis beeldhouwer Albert Poels                                         |
| Woning J. Vanbeselaere                                                    | |                                       | Berchem      | Karmelietenstraat 10                                                            | 51° 10' 43" NB, 4° 26' 8" OL  | 10976   | Woning J. Vanbeselaere                                                    |
| Burgerhuis in art-decostijl                                               | |                                       | Berchem      | Koninklijkelaan 7                                                               | 51° 11' 22" NB, 4° 25' 27" OL | 10977   | Burgerhuis in art-decostijl                                               |
| Résidence du Centenaire                                                   | |                                       | Berchem      | Koninklijkelaan 44                                                              | 51° 11' 15" NB, 4° 25' 23" OL | 10978   | Résidence du Centenaire                                                   |
| Drie burgerhuizen                                                         | |                                       | Berchem      | Koninklijkelaan 58-62                                                           | 51° 11' 14" NB, 4° 25' 21" OL | 10979   | Drie burgerhuizen                                                         |
| Herenhuis in eclectische stijl                                            | stadsgezicht |                                       | Berchem      | Le Grellelei 5                                                                  | 51° 11' 50" NB, 4° 24' 49" OL | 10980   | Herenhuis in eclectische stijl                                            |
| Geheel van burgerhuizen in neo-Vlaamserenaissance- en eclectische stijl   | stadsgezicht |                                       | Berchem      | Kardinaal Mercierlei 31, Le Grellelei 40                                        | 51° 11' 49" NB, 4° 24' 51" OL | 10981   | Geheel van burgerhuizen in neo-Vlaamserenaissance- en eclectische stijl   |
| Flatgebouw La Chappelle                                                   | |                                       | Berchem      | Lodewijk Gerritslaan 29                                                         | 51° 11' 16" NB, 4° 25' 6" OL  | 10982   | Flatgebouw La Chappelle                                                   |
| Huis Leynen                                                               | |                                       | Berchem      | Lodewijk Gerritslaan 24                                                         | 51° 11' 17" NB, 4° 25' 7" OL  | 10983   | Huis Leynen                                                               |
| Huis Hacke                                                                | |                                       | Berchem      | Lodewijk Gerritslaan 44                                                         | 51° 11' 16" NB, 4° 25' 11" OL | 10984   | Huis Hacke                                                                |
| Rijhuis in nieuwe zakelijkheid                                            | |                                       | Berchem      | Lodewijk Gerritslaan 54                                                         | 51° 11' 14" NB, 4° 25' 15" OL | 10985   | Rijhuis in nieuwe zakelijkheid                                            |
| Woning Collet                                                             | |                                       | Berchem      | Lodewijk Van Berckenlaan 68                                                     | 51° 11' 49" NB, 4° 26' 22" OL | 10986   | Woning Collet                                                             |
| Tweegezinswoning                                                          | |                                       | Berchem      | Lodewijk Van Berckenlaan 144                                                    | 51° 11' 51" NB, 4° 26' 36" OL | 10987   | Tweegezinswoning                                                          |
| Hof van Nauwelaerts                                                       | |                                       | Berchem      | Lodewijk Van Berckenlaan 146                                                    | 51° 11' 53" NB, 4° 26' 37" OL | 10988   | Hof van Nauwelaerts                                                       |
| Meergezinswoning                                                          | |                                       | Berchem      | Marcel Auburtinlaan 37                                                          | 51° 11' 24" NB, 4° 25' 53" OL | 10989   | Meergezinswoning                                                          |
| Burgerhuis                                                                | |                                       | Berchem      | Meibloemstraat 18                                                               | 51° 11' 47" NB, 4° 25' 42" OL | 10990   | Burgerhuis                                                                |
| Eenheidsbebouwing in art nouveau                                          | |                                       | Berchem      | Meibloemstraat 26-30, Uitbreidingstraat 330-332                                 | 51° 11' 46" NB, 4° 25' 42" OL | 10991   | Eenheidsbebouwing in art nouveau                                          |
| Eengezinswoning in nieuwe zakelijkheid                                    | |                                       | Berchem      | Mellinetplein 5                                                                 | 51° 10' 51" NB, 4° 25' 48" OL | 10992   | Eengezinswoning in nieuwe zakelijkheid                                    |
| Stadswoning                                                               | |                                       | Berchem      | Mercuriusstraat 7                                                               | 51° 11' 55" NB, 4° 26' 41" OL | 10993   | Stadswoning                                                               |
| Kunstenaarswoning Jan Poels                                               | |                                       | Berchem      | Mercuriusstraat 6                                                               | 51° 11' 56" NB, 4° 26' 40" OL | 10994   | Kunstenaarswoning Jan Poels                                               |
| Twee eengezinswoningen                                                    | |                                       | Berchem      | Mercuriusstraat 36-38                                                           | 51° 11' 57" NB, 4° 26' 44" OL | 10995   | Twee eengezinswoningen                                                    |
| Twee eengezinswoningen                                                    | |                                       | Berchem      | Mimosastraat 13-15                                                              | 51° 11' 50" NB, 4° 25' 41" OL | 10996   | Twee eengezinswoningen                                                    |
| Hoekbebouwing van burgerhuizen                                            | |                                       | Berchem      | Mimosastraat 4-10                                                               | 51° 11' 51" NB, 4° 25' 43" OL | 10997   | Hoekbebouwing van burgerhuizen                                            |
| Burgerhuis in art-nouveaustijl                                            | Monument |                                       | Berchem      | Mimosastraat 22                                                                 | 51° 11' 50" NB, 4° 25' 43" OL | 10998   | Upload foto                                                               |
| Neoclassicistisch burgerhuis                                              | |                                       | Berchem      | Patriottenstraat 27                                                             | 51° 11' 45" NB, 4° 25' 21" OL | 11001   | Neoclassicistisch burgerhuis                                              |
| Twee winkelhuizen                                                         | |                                       | Berchem      | Patriottenstraat 33-35, Vredestraat 38                                          | 51° 11' 44" NB, 4° 25' 22" OL | 11002   | Twee winkelhuizen                                                         |
| Parochiekerk Heilig Sacrament                                             | |                                       | Berchem      | Pervijzestraat 64                                                               | 51° 11' 41" NB, 4° 26' 34" OL | 11003   | Parochiekerk Heilig Sacrament                                             |
| Twee burgerhuizen                                                         | |                                       | Berchem      | Pieter de Coninckstraat 36-38                                                   | 51° 11' 40" NB, 4° 24' 54" OL | 11004   | Twee burgerhuizen                                                         |
| Woning Van Haver                                                          | Monument |                                       | Berchem      | Pieter Jozef Nauwelaertsstraat 9                                                | 51° 11' 50" NB, 4° 26' 18" OL | 11005   | Woning Van Haver                                                          |
| Flatgebouw                                                                | |                                       | Berchem      | Pieter Jozef Nauwelaertsstraat 33                                               | 51° 11' 50" NB, 4° 26' 22" OL | 11006   | Flatgebouw                                                                |
| Woning Hendrickx                                                          | |                                       | Berchem      | Polygoonstraat 9                                                                | 51° 11' 32" NB, 4° 25' 51" OL | 11007   | Woning Hendrickx                                                          |
| Herenhuis verbouwd tot appartementen                                      | |                                       | Berchem      | Prins Albertlei 10                                                              | 51° 11' 55" NB, 4° 24' 49" OL | 11008   | Herenhuis verbouwd tot appartementen                                      |
| Burgerhuis in eclectische stijl                                           | |                                       | Berchem      | Prins Albertlei 17                                                              | 51° 11' 54" NB, 4° 24' 46" OL | 11009   | Burgerhuis in eclectische stijl                                           |
| Burgerhuis in beaux-artsstijl                                             | |                                       | Berchem      | Prins Albertlei 18                                                              | 51° 11' 53" NB, 4° 24' 46" OL | 11010   | Burgerhuis in beaux-artsstijl                                             |
| Herenhuis in eclectische stijl                                            | |                                       | Berchem      | Prins Albertlei 19                                                              | 51° 11' 53" NB, 4° 24' 45" OL | 11011   | Herenhuis in eclectische stijl                                            |
| Résidence Prince Albert                                                   | Monument |                                       | Berchem      | Prins Albertlei 22                                                              | 51° 11' 52" NB, 4° 24' 44" OL | 11012   | Résidence Prince Albert                                                   |
| Appartementsgebouwen Le Confort I en II                                   | |                                       | Berchem      | Prins Albertlei 23-24                                                           | 51° 11' 52" NB, 4° 24' 42" OL | 11013   | Appartementsgebouwen Le Confort I en II                                   |
| Schaliënhoeve                                                             | |                                       | Berchem      | Rooiplein 6                                                                     | 51° 11' 6" NB, 4° 26' 11" OL  | 11015   | Schaliënhoeve                                                             |
| Woning Janssens                                                           | Monument |                                       | Berchem      | Ruytenburgstraat 29                                                             | 51° 11' 2" NB, 4° 25' 43" OL  | 11016   | Woning Janssens                                                           |
| Modernistisch burgerhuis                                                  | Monument |                                       | Berchem      | Ruytenburgstraat 44                                                             | 51° 10' 60" NB, 4° 25' 40" OL | 11017   | Modernistisch burgerhuis                                                  |
| Stadswoning                                                               | |                                       | Berchem      | Rysheuvelsstraat 56                                                             | 51° 10' 55" NB, 4° 25' 34" OL | 11018   | Stadswoning                                                               |
| Architectenwoning Paul Meekels                                            | |                                       | Berchem      | Rysheuvelsstraat 66                                                             | 51° 10' 54" NB, 4° 25' 32" OL | 11019   | Upload foto                                                               |
| Stedelijk Instituut Lager Onderwijs                                       | |                                       | Berchem      | Frederik de Merodestraat 32, Sint-Hubertusstraat 13                             | 51° 11' 48" NB, 4° 24' 59" OL | 11020   | Stedelijk Instituut Lager Onderwijs                                       |
| Stadswoning                                                               | |                                       | Berchem      | Sint-Hubertusstraat 79                                                          | 51° 11' 46" NB, 4° 24' 48" OL | 11021   | Stadswoning                                                               |
| Winkelhuis                                                                | |                                       | Berchem      | Sint-Hubertusstraat 129                                                         | 51° 11' 45" NB, 4° 24' 41" OL | 11022   | Winkelhuis                                                                |
| Pensionnat de Dames de la Sainte Famille                                  | Monument |                                       | Berchem      | Sint-Hubertusstraat 12                                                          | 51° 11' 47" NB, 4° 25' 1" OL  | 11023   | Pensionnat de Dames de la Sainte Famille                                  |
| Burgerhuis                                                                | |                                       | Berchem      | Sint-Hubertusstraat 52                                                          | 51° 11' 45" NB, 4° 24' 51" OL | 11024   | Burgerhuis                                                                |
| Interbellumwoning                                                         | |                                       | Berchem      | Stanislas Leclefstraat 12                                                       | 51° 11' 18" NB, 4° 25' 53" OL | 11025   | Interbellumwoning                                                         |
| Apotheek Baes                                                             | |                                       | Berchem      | Statiestraat_BE 15                                                              | 51° 17' 7" NB, 4° 26' 3" OL   | 11026   | Apotheek Baes                                                             |
| Apotheek                                                                  | |                                       | Berchem      | Statiestraat_BE 51                                                              | 51° 11' 52" NB, 4° 25' 32" OL | 11027   | Apotheek                                                                  |
| Architectenwoning François Toen                                           | |                                       | Berchem      | Statiestraat_BE 109                                                             | 51° 11' 55" NB, 4° 25' 40" OL | 11028   | Architectenwoning François Toen                                           |
| Toegang tot Cafe en Feestzaal Monaco                                      | |                                       | Berchem      | Statiestraat_BE 175                                                             | 51° 11' 57" NB, 4° 25' 51" OL | 11031   | Toegang tot Cafe en Feestzaal Monaco                                      |
| Twee neoclassicistische burgerhuizen                                      | |                                       | Berchem      | Statiestraat_BE 62-64                                                           | 51° 11' 54" NB, 4° 25' 33" OL | 11032   | Twee neoclassicistische burgerhuizen                                      |
| Huis Grauls                                                               | Monument |                                       | Berchem      | Strijdhoflaan 55                                                                | 51° 11' 7" NB, 4° 25' 35" OL  | 11033   | Huis Grauls                                                               |
| Architectenwoning Eduard Van Steenbergen                                  | Monument |                                       | Berchem      | Strijdhoflaan 91                                                                | 51° 11' 2" NB, 4° 25' 38" OL  | 11034   | Architectenwoning Eduard Van Steenbergen                                  |
| Parochiekerk Onze-Lieve-Vrouw Middelares en Heilige Lodewijk              | |                                       | Berchem      | Strijdhoflaan 18                                                                | 51° 11' 12" NB, 4° 25' 34" OL | 11035   | Parochiekerk Onze-Lieve-Vrouw Middelares en Heilige Lodewijk              |
| Winkelhuis                                                                | |                                       | Berchem      | Terlinckstraat 59                                                               | 51° 11' 41" NB, 4° 24' 49" OL | 11036   | Winkelhuis                                                                |
| Neoclassicistisch herenhuis                                               | |                                       | Berchem      | Terlinckstraat 73                                                               | 51° 11' 40" NB, 4° 24' 46" OL | 11037   | Neoclassicistisch herenhuis                                               |
| Eenheidsbebouwing van vier burgerhuizen                                   | |                                       | Berchem      | Terlinckstraat 77-83                                                            | 51° 11' 40" NB, 4° 24' 46" OL | 11038   | Eenheidsbebouwing van vier burgerhuizen                                   |
| Art nouveau burgerhuis                                                    | |                                       | Berchem      | Terlinckstraat 85                                                               | 51° 11' 39" NB, 4° 24' 45" OL | 11039   | Art nouveau burgerhuis                                                    |
| Twee eclectische burgerhuizen                                             | |                                       | Berchem      | Terlinckstraat 93-95                                                            | 51° 11' 39" NB, 4° 24' 44" OL | 11040   | Twee eclectische burgerhuizen                                             |
| Neoclassicistisch woon- en winkelhuis                                     | |                                       | Berchem      | Terlinckstraat 2                                                                | 51° 11' 45" NB, 4° 24' 57" OL | 11041   | Neoclassicistisch woon- en winkelhuis                                     |
| Vier neoclassicistische burgerhuizen                                      | |                                       | Berchem      | Terlinckstraat 38-40, 44-46                                                     | 51° 11' 42" NB, 4° 24' 53" OL | 11042   | Vier neoclassicistische burgerhuizen                                      |
| Eclectisch burgerhuis                                                     | |                                       | Berchem      | Terlinckstraat 78                                                               | 51° 11' 39" NB, 4° 24' 49" OL | 11043   | Eclectisch burgerhuis                                                     |
| Woning De Vogelaere                                                       | |                                       | Berchem      | Thaliastraat 13-15                                                              | 51° 11' 57" NB, 4° 26' 32" OL | 11044   | Woning De Vogelaere                                                       |
| Interbellumwoning                                                         | |                                       | Berchem      | Thaliastraat 35                                                                 | 51° 11' 58" NB, 4° 26' 37" OL | 11045   | Interbellumwoning                                                         |
| Architectenwoning Walter Van den Broeck                                   | |                                       | Berchem      | Thaliastraat 37                                                                 | 51° 11' 58" NB, 4° 26' 37" OL | 11046   | Architectenwoning Walter Van den Broeck                                   |
| Meergezinswoning in art-decostijl                                         | |                                       | Berchem      | Thaliastraat 10                                                                 | 51° 11' 59" NB, 4° 26' 32" OL | 11047   | Meergezinswoning in art-decostijl                                         |
| Posterijen- en Telegraafkantoor                                           | |                                       | Berchem      | Theophiel Roucourtstraat 1-3                                                    | 51° 11' 55" NB, 4° 24' 55" OL | 11048   | Posterijen- en Telegraafkantoor                                           |
| Kunstenaarswoning Eugeen Yoors                                            | Monument |                                       | Berchem      | Troyentenhoflaan 24                                                             | 51° 11' 4" NB, 4° 25' 43" OL  | 11049   | Upload foto                                                               |
| Koninklijk Atheneum van Berchem                                           | |                                       | Berchem      | Uitbreidingstraat 246                                                           | 51° 11' 38" NB, 4° 25' 19" OL | 11050   | Koninklijk Atheneum van Berchem                                           |
| Hoofdhuis Veritas                                                         | |                                       | Berchem      | Uitbreidingstraat 392                                                           | 51° 11' 52" NB, 4° 25' 50" OL | 11052   | Hoofdhuis Veritas                                                         |
| Eenheidsbebouwing                                                         | |                                       | Berchem      | Van Marsenillestraat 3-7                                                        | 51° 11' 54" NB, 4° 25' 39" OL | 11053   | Eenheidsbebouwing                                                         |
| Parochiekerk Sint-Hubertus                                                | orgel |                                       | Berchem      | Beernaertstraat 29, Maloustraat 1A                                              | 51° 11' 56" NB, 4° 25' 27" OL | 11055   | Parochiekerk Sint-Hubertus                                                |
| Neoclassicistisch burgerhuis                                              | |                                       | Berchem      | Vredestraat 15                                                                  | 51° 11' 39" NB, 4° 25' 17" OL | 11056   | Neoclassicistisch burgerhuis                                              |
| Rust- en Verzorgingstehuis Sint-Maria                                     | |                                       | Berchem      | Vredestraat 93                                                                  | 51° 11' 45" NB, 4° 25' 36" OL | 11057   | Rust- en Verzorgingstehuis Sint-Maria                                     |
| Neogotisch Sint-Willibrorduslokaal                                        | |                                       | Berchem      | Vredestraat 18                                                                  | 51° 11' 42" NB, 4° 25' 15" OL | 11058   | Neogotisch Sint-Willibrorduslokaal                                        |
| Woon- en winkelhuis                                                       | |                                       | Berchem      | Vredestraat 112-114                                                             | 51° 11' 47" NB, 4° 25' 32" OL | 11060   | Woon- en winkelhuis                                                       |
| Ensemble met architectenwoning G. Verbeke                                 | Monument |                                       | Berchem      | Vredestraat 154-156, 154A                                                       | 51° 11' 50" NB, 4° 25' 40" OL | 11061   | Ensemble met architectenwoning G. Verbeke                                 |
| Flatgebouw                                                                | |                                       | Berchem      | Wapenhaghestraat 1                                                              | 51° 11' 20" NB, 4° 25' 52" OL | 11062   | Flatgebouw                                                                |
| Parochiekerk Heilige Drievuldigheid en parochiezaal                       | |                                       | Berchem      | Bacchuslaan 67, Wapenstilstandlaan 57                                           | 51° 12' 10" NB, 4° 26' 37" OL | 11063   | Parochiekerk Heilige Drievuldigheid en parochiezaal                       |
| Pastorie van de Heilige-Drievuldigheidsparochie                           | |                                       | Berchem      | Wapenstilstandlaan 57                                                           | 51° 12' 10" NB, 4° 26' 38" OL | 11064   | Pastorie van de Heilige-Drievuldigheidsparochie                           |
| Burgerhuis ontworpen door Jos. Bascourt                                   | Monument |                                       | Berchem      | Waterfordstraat 22                                                              | 51° 12' 1" NB, 4° 25' 32" OL  | 11065   | Burgerhuis ontworpen door Jos. Bascourt                                   |
| Eclectisch burgerhuis                                                     | |                                       | Berchem      | Waterfordstraat 28                                                              | 51° 12' 1" NB, 4° 25' 31" OL  | 11066   | Eclectisch burgerhuis                                                     |
| Arbeiderswoning                                                           | |                                       | Berchem      | Weidestraat 11                                                                  | 51° 12' 1" NB, 4° 25' 41" OL  | 11067   | Arbeiderswoning                                                           |
| Architectenwoning Jacques De Weerdt                                       | |                                       | Berchem      | Weidestraat 69                                                                  | 51° 11' 59" NB, 4° 25' 34" OL | 11068   | Architectenwoning Jacques De Weerdt                                       |
| Burgerhuis in art nouveau                                                 | |                                       | Berchem      | Weidestraat 56                                                                  | 51° 11' 58" NB, 4° 25' 35" OL | 11069   | Burgerhuis in art nouveau                                                 |
| Burgerhuis                                                                | |                                       | Berchem      | Wijnstraat 11                                                                   | 51° 11' 57" NB, 4° 25' 5" OL  | 11070   | Burgerhuis                                                                |
| Onderwijzerswoning en school                                              | |                                       | Berchem      | Willem Van Laarstraat 19-21                                                     | 51° 11' 43" NB, 4° 25' 15" OL | 11071   | Onderwijzerswoning en school                                              |
| Twee burgerhuizen                                                         | |                                       | Berchem      | Mimosastraat 24, Zonnebloemstraat 2                                             | 51° 11' 50" NB, 4° 25' 43" OL | 11072   | Twee burgerhuizen                                                         |
| Eclectisch burgerhuis                                                     | |                                       | Berchem      | Zonnebloemstraat 4                                                              | 51° 11' 50" NB, 4° 25' 43" OL | 11073   | Eclectisch burgerhuis                                                     |
| Burgerhuizen Maria en Louis                                               | |                                       | Berchem      | Zonnebloemstraat 8-10                                                           | 51° 11' 50" NB, 4° 25' 43" OL | 11074   | Burgerhuizen Maria en Louis                                               |
| Twee eclectische burgerhuizen                                             | |                                       | Berchem      | Zonnebloemstraat 12-14                                                          | 51° 11' 49" NB, 4° 25' 44" OL | 11075   | Twee eclectische burgerhuizen                                             |
| Burgerhuis                                                                | |                                       | Berchem      | Zonnebloemstraat 16                                                             | 51° 11' 49" NB, 4° 25' 44" OL | 11076   | Burgerhuis                                                                |
| Burgerhuis Brabo                                                          | Monument |                                       | Berchem      | Cogels-Osylei 1                                                                 | 51° 12' 19" NB, 4° 25' 59" OL | 11077   | Burgerhuis Brabo                                                          |
| Drie burgerhuizen waaronder Den Overvloed en Den Ooievaar                 | Monument: nr. 3, nr.5, nr. 7                                                                                        |                                       | Berchem      | Cogels-Osylei 3-7                                                               | 51° 12' 18" NB, 4° 25' 60" OL | 11078   | Drie burgerhuizen waaronder Den Overvloed en Den Ooievaar                 |
| Ensemble met 't Molentje, Minerva of Athena, De Zevensterre of Grote Beer | Monument: nr. 9, nr. 11, nr. 13, nr. 15, nr. 17                                                                     |                                       | Berchem      | Cogels-Osylei 9-17                                                              | 51° 12' 18" NB, 4° 26' 0" OL  | 11079   | Ensemble met 't Molentje, Minerva of Athena, De Zevensterre of Grote Beer |
| Burgerhuis Apolloon                                                       | Monument: nr. 19-21, nr. 23                                                                                         |                                       | Berchem      | Cogels-Osylei 19-23                                                             | 51° 12' 17" NB, 4° 26' 1" OL  | 11080   | Burgerhuis Apolloon                                                       |
| Drie burgerhuizen In de Sterre, de Sonne en de Mane                       | Monument: nr. 25, nr. 27, nr. 29                                                                                    |                                       | Berchem      | Cogels-Osylei 25-29                                                             | 51° 12' 16" NB, 4° 26' 1" OL  | 11081   | Drie burgerhuizen In de Sterre, de Sonne en de Mane                       |
| Hedendaagse woning naar ontwerp van Chr. Conix                            | stadsgezicht |                                       | Berchem      | Cogels-Osylei 29A                                                               | 51° 12' 15" NB, 4° 26' 1" OL  | 11082   | Hedendaagse woning naar ontwerp van Chr. Conix                            |
| Groepsbebouwing op de rotonde                                             | Monument: nr. 32, nr. 33, nr. 34, nr. 35, nr. 36, nr. 37, nr. 38, nr. 39, nr. 40, nr. 41, nr. 43, Van Merlenstr. 46 |                                       | Berchem      | Cogels-Osylei 32-41, 43, Generaal Van Merlenstraat 46                           | 51° 12' 14" NB, 4° 25' 58" OL | 11083   | Groepsbebouwing op de rotonde                                             |
| Huizengroep Boudewijn met den IJzeren Arm                                 | Monument: nr. 45, nr. 47, nr. 49, nr. 51                                                                            |                                       | Berchem      | Cogels-Osylei 45-51                                                             | 51° 12' 11" NB, 4° 26' 3" OL  | 11084   | Huizengroep Boudewijn met den IJzeren Arm                                 |
| Burgerhuis ontworpen door Ernest Stordiau                                 | Monument |                                       | Berchem      | Cogels-Osylei 53                                                                | 51° 12' 11" NB, 4° 26' 3" OL  | 11085   | Burgerhuis ontworpen door Ernest Stordiau                                 |
| Burgerhuis De Morgenster                                                  | Monument |                                       | Berchem      | Cogels-Osylei 55                                                                | 51° 12' 10" NB, 4° 26' 3" OL  | 11086   | Burgerhuis De Morgenster                                                  |
| Huizengroep Scaldis                                                       | Monument: nr. 65, nr. 67, nr. 69, nr. 71                                                                            |                                       | Berchem      | Cogels-Osylei 65-71                                                             | 51° 12' 9" NB, 4° 26' 3" OL   | 11088   | Huizengroep Scaldis                                                       |
| Aannemerswoning Louis Gerard Jansen-Van der Veeken                        | Monument:nr. 73, nr. 75                                                                                             |                                       | Berchem      | Cogels-Osylei 73-75                                                             | 51° 12' 8" NB, 4° 26' 5" OL   | 11089   | Aannemerswoning Louis Gerard Jansen-Van der Veeken                        |
| Ensemble van burgerhuizen in eclectische stijl                            | Monument: nr. 77, nr. 79, nr. 81                                                                                    |                                       | Berchem      | Cogels-Osylei 77-81                                                             | 51° 12' 7" NB, 4° 26' 3" OL   | 11090   | Ensemble van burgerhuizen in eclectische stijl                            |
| Groepsbebouwing van drie burgerhuizen                                     | Monument: Jan Breidel, Pieter de Coninck, Tramplein 3                                                               |                                       | Berchem      | Cogels-Osylei 2-4, Tramplein 3                                                  | 51° 12' 19" NB, 4° 25' 57" OL | 11091   | Groepsbebouwing van drie burgerhuizen                                     |
| Groepsbebouwing Carolus Magnus                                            | Monument: nr. 6, nr. 8, nr. 10, nr. 12                                                                              |                                       | Berchem      | Cogels-Osylei 6-12                                                              | 51° 12' 18" NB, 4° 25' 58" OL | 11092   | Groepsbebouwing Carolus Magnus                                            |
| Eclectisch ensemble van drie burgerhuizen                                 | Monument: nr. 14, nr. 16, nr. 18                                                                                    |                                       | Berchem      | Cogels-Osylei 14-18                                                             | 51° 12' 16" NB, 4° 25' 58" OL | 11093   | Eclectisch ensemble van drie burgerhuizen                                 |
| Groepsbebouwing van burgerhuizen                                          | Monument: nr. 20, nr. 22, nr. 24, nr. 26                                                                            |                                       | Berchem      | Cogels-Osylei 20-26                                                             | 51° 12' 15" NB, 4° 25' 58" OL | 11094   | Groepsbebouwing van burgerhuizen                                          |
| Burgerhuizen Luba en 't Lelieke                                           | Monument: nr. 28, nr. 30                                                                                            |                                       | Berchem      | Cogels-Osylei 28-30                                                             | 51° 12' 15" NB, 4° 25' 58" OL | 11095   | Burgerhuizen Luba en 't Lelieke                                           |
| Villa De Waterlelies                                                      | Monument |                                       | Berchem      | Cogels-Osylei 42                                                                | 51° 12' 11" NB, 4° 25' 60" OL | 11096   | Villa De Waterlelies                                                      |
| Iris de Lischbloem, architectenwoning T. Van den Bossche                  | Monument |                                       | Berchem      | Cogels-Osylei 44                                                                | 51° 12' 11" NB, 4° 25' 60" OL | 11097   | Iris de Lischbloem, architectenwoning T. Van den Bossche                  |
| Burgerhuis De Roos                                                        | Monument |                                       | Berchem      | Cogels-Osylei 46                                                                | 51° 12' 11" NB, 4° 25' 60" OL | 11098   | Burgerhuis De Roos                                                        |
| Eclectisch burgerhuis                                                     | Monument | 1900 Michel De Braey                  | Berchem      | Cogels-Osylei 48                                                                | 51° 12' 11" NB, 4° 25' 60" OL | 11099   | Eclectisch burgerhuis                                                     |
| Burgerhuis De Zonnebloem                                                  | Monument |                                       | Berchem      | Cogels-Osylei 50                                                                | 51° 12' 10" NB, 4° 25' 60" OL | 11100   | Burgerhuis De Zonnebloem                                                  |
| Burgerhuis De Tulp                                                        | Monument |                                       | Berchem      | Cogels-Osylei 52                                                                | 51° 12' 10" NB, 4° 25' 60" OL | 11101   | Burgerhuis De Tulp                                                        |
| Het Klaverblad                                                            | Monument |                                       | Berchem      | Cogels-Osylei 54                                                                | 51° 12' 10" NB, 4° 25' 60" OL | 11102   | Het Klaverblad                                                            |
| Het Torenhuis                                                             | Monument: nr. 56, nr. 58                                                                                            |                                       | Berchem      | Cogels-Osylei 56-58                                                             | 51° 12' 9" NB, 4° 26' 0" OL   | 11103   | Het Torenhuis                                                             |
| De Zwaluwen, architectenwoning Alfried Defever                            | Monument: nr. 60, nr. 62                                                                                            |                                       | Berchem      | Cogels-Osylei 60-62                                                             | 51° 12' 9" NB, 4° 26' 0" OL   | 11104   | De Zwaluwen, architectenwoning Alfried Defever                            |
| Burgerhuis in beaux-artsstijl                                             | Monument |                                       | Berchem      | Cogels-Osylei 64                                                                | 51° 12' 9" NB, 4° 26' 0" OL   | 11105   | Burgerhuis in beaux-artsstijl                                             |
| Burgerhuis Villa Marie-Thérèse                                            | Monument |                                       | Berchem      | Cogels-Osylei 66                                                                | 51° 12' 8" NB, 4° 26' 0" OL   | 11106   | Burgerhuis Villa Marie-Thérèse                                            |
| Neogotisch burgerhuis Sint-Jozef                                          | Monument |                                       | Berchem      | Cogels-Osylei 68                                                                | 51° 12' 8" NB, 4° 26' 0" OL   | 11107   | Neogotisch burgerhuis Sint-Jozef                                          |
| Ensemble De Biekens                                                       | Monument: nr. 70, nr. 72                                                                                            |                                       | Berchem      | Cogels-Osylei 70-72                                                             | 51° 12' 8" NB, 4° 26' 1" OL   | 11108   | Ensemble De Biekens                                                       |
| Twee burgerhuizen in sobere art nouveau                                   | Monument: nr. 74, nr. 76                                                                                            |                                       | Berchem      | Cogels-Osylei 74-76                                                             | 51° 12' 8" NB, 4° 26' 1" OL   | 11109   | Twee burgerhuizen in sobere art nouveau                                   |
| Huis Quinten Matsys                                                       | Monument |                                       | Berchem      | Cogels-Osylei 80                                                                | 51° 12' 7" NB, 4° 26' 1" OL   | 11110   | Huis Quinten Matsys                                                       |
| Eclectisch hoekpand                                                       | Monument |                                       | Berchem      | Generaal Capiaumontstraat 1                                                     | 51° 12' 12" NB, 4° 26' 3" OL  | 11112   | Eclectisch hoekpand                                                       |
| Hoekcomplex De Aarde                                                      | Monument: Capiaumontstr. 15, Capiaumontstr. 17, Velodroomstr. 17, Velodroomstr. 19                                  |                                       | Berchem      | Generaal Capiaumontstraat 15-17, Velodroomstraat 17-19                          | 51° 12' 12" NB, 4° 26' 7" OL  | 11113   | Hoekcomplex De Aarde                                                      |
| Burgerhuis Euterpia                                                       | Monument: nr. 2, nr. 4                                                                                              |                                       | Berchem      | Generaal Capiaumontstraat 2-4                                                   | 51° 12' 15" NB, 4° 26' 3" OL  | 11114   | Burgerhuis Euterpia                                                       |
| Hoekbebouwing met woningen en winkelhuis                                  | stadsgezicht |                                       | Berchem      | Generaal Van Merlenstraat 9-13, Transvaalstraat 2-4                             | 51° 12' 10" NB, 4° 25' 51" OL | 11115   | Hoekbebouwing met woningen en winkelhuis                                  |
| Ensemble van vier hoekhuizen Herfst, Winter, Zomer en Lente               | Monument: nr. 27, nr. 28, nr. 29, nr. 30                                                                            |                                       | Berchem      | Generaal Van Merlenstraat 27-30                                                 | 51° 12' 11" NB, 4° 25' 55" OL | 11116   | Ensemble van vier hoekhuizen Herfst, Winter, Zomer en Lente               |
| Vier burgerhuizen in neorococo                                            | Monument: nr. 31, nr. 33, nr. 35, nr. 37                                                                            |                                       | Berchem      | Generaal Van Merlenstraat 31-37                                                 | 51° 12' 12" NB, 4° 25' 55" OL | 11117   | Vier burgerhuizen in neorococo                                            |
| Ensemble in art nouveaustijl                                              | Monument: nr. 39, nr. 41, nr. 43, nr. 45, nr. 47                                                                    |                                       | Berchem      | Generaal Van Merlenstraat 39-47                                                 | 51° 12' 13" NB, 4° 25' 56" OL | 11118   | Ensemble in art nouveaustijl                                              |
| Eclectisch ensemble van drie burgerhuizen                                 | stadsgezicht |                                       | Berchem      | Generaal Van Merlenstraat 49-53                                                 | 51° 12' 13" NB, 4° 25' 58" OL | 11119   | Eclectisch ensemble van drie burgerhuizen                                 |
| Burgerhuis in art-nouveaustijl                                            | Monument |                                       | Berchem      | Generaal Van Merlenstraat 26                                                    | 51° 12' 9" NB, 4° 25' 53" OL  | 11120   | Burgerhuis in art-nouveaustijl                                            |
| Groep van vier burgerhuizen                                               | Monument: nr. 34, nr. 36, nr. 38                                                                                    |                                       | Berchem      | Generaal Van Merlenstraat 32-38                                                 | 51° 12' 11" NB, 4° 25' 58" OL | 11121   | Groep van vier burgerhuizen                                               |
| Ensemble in neo-Vlaamserenaissance-stijl                                  | Monument: nr. 40, nr. 42, nr. 44                                                                                    |                                       | Berchem      | Generaal Van Merlenstraat 40-44                                                 | 51° 12' 11" NB, 4° 25' 58" OL | 11122   | Ensemble in neo-Vlaamserenaissance-stijl                                  |
| Huis De Reyger, woning en atelier van Josuë Dupon                         | Monument: nr. 40, nr. 42                                                                                            |                                       | Berchem      | Guldenvliesstraat 40-42                                                         | 51° 12' 8" NB, 4° 25' 55" OL  | 11123   | Huis De Reyger, woning en atelier van Josuë Dupon                         |
| Stadsboerderij                                                            | |                                       | Berchem      | Leemputstraat 34                                                                | 51° 12' 5" NB, 4° 25' 56" OL  | 11124   | Stadsboerderij                                                            |
| Groepsbebouwing in art-nouveaustijl                                       | |                                       | Berchem      | Pretoriastraat 64-70                                                            | 51° 12' 15" NB, 4° 26' 8" OL  | 11125   | Groepsbebouwing in art-nouveaustijl                                       |
| Ensemble De Twaalf Apostelen                                              | Monument: nr. 13, nr. 15, nr. 17                                                                                    |                                       | Berchem      | Transvaalstraat 13-17                                                           | 51° 12' 11" NB, 4° 25' 49" OL | 11127   | Ensemble De Twaalf Apostelen                                              |
| Monumentaal ensemble in neo-Griekse stijl                                 | Monument: nr. 23, nr. 25, nr. 27, nr. 29, nr. 31, nr. 33, nr. 35                                                    |                                       | Berchem      | Transvaalstraat 23-35                                                           | 51° 12' 13" NB, 4° 25' 50" OL | 11128   | Monumentaal ensemble in neo-Griekse stijl                                 |
| Eclectisch ensemble van twee burgerhuizen                                 | Monument: nr. 41, nr. 43                                                                                            |                                       | Berchem      | Transvaalstraat 41-43                                                           | 51° 12' 16" NB, 4° 25' 52" OL | 11129   | Eclectisch ensemble van twee burgerhuizen                                 |
| Ensemble De Twaalf Duivelkens                                             | Monument: nr. 59, nr. 61                                                                                            |                                       | Berchem      | Transvaalstraat 59-61                                                           | 51° 12' 18" NB, 4° 25' 55" OL | 11131   | Ensemble De Twaalf Duivelkens                                             |
| Ensemble in neo-Vlaamserenaissance-stijl                                  | Monument: nr. 63, nr. 65, nr. 67, nr. 69                                                                            |                                       | Berchem      | Transvaalstraat 63-69                                                           | 51° 12' 18" NB, 4° 25' 55" OL | 11132   | Ensemble in neo-Vlaamserenaissance-stijl                                  |
| Art-nouveau-burgerhuis                                                    | stadsgezicht |                                       | Berchem      | Transvaalstraat 6                                                               | 51° 12' 10" NB, 4° 25' 51" OL | 11133   | Art-nouveau-burgerhuis                                                    |
| Art-nouveau-burgerhuis                                                    | Monument |                                       | Berchem      | Transvaalstraat 30                                                              | 51° 12' 15" NB, 4° 25' 54" OL | 11134   | Art-nouveau-burgerhuis                                                    |
| Burgerhuis in beaux-artsstijl                                             | Monument |                                       | Berchem      | Transvaalstraat 32                                                              | 51° 12' 15" NB, 4° 25' 55" OL | 11135   | Burgerhuis in beaux-artsstijl                                             |
| Art-nouveauburgerhuis Mon Repos                                           | stadsgezicht |                                       | Berchem      | Transvaalstraat 42                                                              | 51° 12' 15" NB, 4° 25' 55" OL | 11136   | Art-nouveauburgerhuis Mon Repos                                           |
| Huis In Sint-Jozef                                                        | Monument |                                       | Berchem      | Transvaalstraat 50                                                              | 51° 12' 16" NB, 4° 25' 56" OL | 11137   | Huis In Sint-Jozef                                                        |
| Art-nouveau-burgerhuizen Lotus en Papyrus                                 | Monument: nr. 52, nr. 54                                                                                            |                                       | Berchem      | Transvaalstraat 52-54                                                           | 51° 12' 17" NB, 4° 25' 56" OL | 11138   | Art-nouveau-burgerhuizen Lotus en Papyrus                                 |
| Burgerhuis Boreas                                                         | Monument |                                       | Berchem      | Transvaalstraat 56                                                              | 51° 12' 17" NB, 4° 25' 56" OL | 11139   | Burgerhuis Boreas                                                         |
| Burgerhuis De Roos                                                        | Monument |                                       | Berchem      | Transvaalstraat 62                                                              | 51° 12' 18" NB, 4° 25' 56" OL | 11140   | Burgerhuis De Roos                                                        |
| Eclectisch hoekhuis                                                       | Monument |                                       | Berchem      | Waterloostraat 1                                                                | 51° 12' 13" NB, 4° 25' 52" OL | 11141   | Eclectisch hoekhuis                                                       |
| Eclectisch ensemble                                                       | Monument: nr. 3, nr. 5, nr. 7, nr. 9                                                                                |                                       | Berchem      | Waterloostraat 3-9                                                              | 51° 12' 13" NB, 4° 25' 53" OL | 11142   | Eclectisch ensemble                                                       |
| Woning De Slag van Waterloo                                               | Monument |                                       | Berchem      | Waterloostraat 11                                                               | 51° 12' 12" NB, 4° 25' 54" OL | 11143   | Woning De Slag van Waterloo                                               |
| Art-nouveauburgerhuis                                                     | stadsgezicht |                                       | Berchem      | Waterloostraat 25                                                               | 51° 12' 10" NB, 4° 25' 56" OL | 11144   | Art-nouveauburgerhuis                                                     |
| Burgerhuis in art nouveau                                                 | Monument |                                       | Berchem      | Waterloostraat 27                                                               | 51° 12' 10" NB, 4° 25' 56" OL | 11145   | Burgerhuis in art nouveau                                                 |
| Woning Nymphea                                                            | Monument |                                       | Berchem      | Waterloostraat 31                                                               | 51° 12' 10" NB, 4° 25' 57" OL | 11146   | Woning Nymphea                                                            |
| Woning De Violier                                                         | Monument |                                       | Berchem      | Waterloostraat 37                                                               | 51° 12' 9" NB, 4° 25' 57" OL  | 11147   | Woning De Violier                                                         |
| Woning Les Mouettes                                                       | Monument |                                       | Berchem      | Waterloostraat 39                                                               | 51° 12' 9" NB, 4° 25' 57" OL  | 11148   | Woning Les Mouettes                                                       |
| Art-nouveauwoning ontworpen door Adolphe Van Coppernolle                  | stadsgezicht |                                       | Berchem      | Waterloostraat 53                                                               | 51° 12' 8" NB, 4° 25' 59" OL  | 11149   | Art-nouveauwoning ontworpen door Adolphe Van Coppernolle                  |
| Ensemble De Morgend, Den Dag, Den Tijd, De Nacht en Den Avond             | Monument: nr. 55, nr. 57, nr. 59, 61, nr. 63                                                                        |                                       | Berchem      | Waterloostraat 55-63                                                            | 51° 12' 7" NB, 4° 25' 59" OL  | 11150   | Ensemble De Morgend, Den Dag, Den Tijd, De Nacht en Den Avond             |
| Hoekhuis De Margriet                                                      | Monument |                                       | Berchem      | Waterloostraat 2                                                                | 51° 12' 12" NB, 4° 25' 52" OL | 11151   | Hoekhuis De Margriet                                                      |
| Eclectisch ensemble                                                       | stadsgezicht |                                       | Berchem      | Waterloostraat 4-6                                                              | 51° 12' 11" NB, 4° 25' 52" OL | 11152   | Eclectisch ensemble                                                       |
| Ensemble De Pauw                                                          | Monument: nr. 8, nr. 10, nr. 12                                                                                     |                                       | Berchem      | Waterloostraat 8-12                                                             | 51° 12' 11" NB, 4° 25' 53" OL | 11153   | Ensemble De Pauw                                                          |
| Ensemble in art nouveau                                                   | Monument: nr. 14, nr. 16, nr. 18                                                                                    |                                       | Berchem      | Waterloostraat 14-18                                                            | 51° 12' 9" NB, 4° 25' 54" OL  | 11154   | Ensemble in art nouveau                                                   |
| Ensemble De Mot                                                           | Monument: nr. 26, nr. 28                                                                                            |                                       | Berchem      | Waterloostraat 26-28                                                            | 51° 12' 9" NB, 4° 25' 55" OL  | 11155   | Ensemble De Mot                                                           |
| Woning Napoleon                                                           | Monument |                                       | Berchem      | Waterloostraat 30                                                               | 51° 12' 8" NB, 4° 25' 55" OL  | 11156   | Woning Napoleon                                                           |
| Eclectisch burgerhuis                                                     | stadsgezicht |                                       | Berchem      | Waterloostraat 42                                                               | 51° 12' 8" NB, 4° 25' 57" OL  | 11157   | Eclectisch burgerhuis                                                     |
| Neoclassicistische meergezinswoning                                       | Monument |                                       | Berchem      | Generaal Capiaumontstraat 19                                                    | 51° 12' 12" NB, 4° 26' 8" OL  | 200469  | Neoclassicistische meergezinswoning                                       |
| Eclectisch burgerhuis                                                     | Monument |                                       | Berchem      | Transvaalstraat 71                                                              | 51° 12' 19" NB, 4° 25' 56" OL | 200470  | Eclectisch burgerhuis                                                     |
| Burgerhuis in neo-Vlaamserenaissance-stijl                                | Monument |                                       | Berchem      | Transvaalstraat 73                                                              | 51° 12' 19" NB, 4° 25' 56" OL | 200471  | Burgerhuis in neo-Vlaamserenaissance-stijl                                |
| Hoekpand in neo-Vlaamserenaissance-stijl                                  | Monument |                                       | Berchem      | Transvaalstraat 75                                                              | 51° 12' 19" NB, 4° 25' 56" OL | 200472  | Hoekpand in neo-Vlaamserenaissance-stijl                                  |
| Eclectisch burgerhuis                                                     | Monument |                                       | Berchem      | Generaal Capiaumontstraat 6                                                     | 51° 12' 14" NB, 4° 26' 4" OL  | 200473  | Eclectisch burgerhuis                                                     |
| Eclectisch burgerhuis                                                     | Monument |                                       | Berchem      | Transvaalstraat 28                                                              | 51° 12' 14" NB, 4° 25' 54" OL | 200474  | Eclectisch burgerhuis                                                     |
| Interbellumwoning                                                         | |                                       | Berchem      | Neptunusstraat 12                                                               |                               | 206820  | Interbellumwoning                                                         |
| Samenstel van twee art-decowoningen                                       | |                                       | Berchem      | Frans Beckersstraat 80-82                                                       |                               | 207147  | Samenstel van twee art-decowoningen                                       |
| Burgerhuizen ontworpen door H. Franck                                     | |                                       | Berchem      | Hof ter Schriecklaan 43-45                                                      |                               | 213784  | Burgerhuizen ontworpen door H. Franck                                     |
| Burgerhuis in art-nouveaustijl                                            | |                                       | Berchem      | Generaal Lemanstraat 50                                                         |                               | 215197  | Burgerhuis in art-nouveaustijl                                            |
| Architectenwoning Adolphe Van Coppernolle                                 | |                                       | Berchem      | Generaal Lemanstraat 52                                                         |                               | 215198  | Architectenwoning Adolphe Van Coppernolle                                 |
| Geheel van drie meergezinswoningen                                        | |                                       | Berchem      | Generaal Lemanstraat 94-98                                                      |                               | 215199  | Geheel van drie meergezinswoningen                                        |
| Ensemble in cottagestijl van de Berchemse Bouwhandel                      | stadsgezicht |                                       | Berchem      | Pretoriastraat 50-56, Velodroomstraat 1                                         |                               | 215544  | Ensemble in cottagestijl van de Berchemse Bouwhandel                      |
| Eclectisch burgerhuis                                                     | stadsgezicht |                                       | Berchem      | Velodroomstraat 2                                                               |                               | 215557  | Upload foto                                                               |
| Eclectisch burgerhuis                                                     | stadsgezicht |                                       | Berchem      | Velodroomstraat 3                                                               |                               | 215558  | Eclectisch burgerhuis                                                     |
| Burgerhuis in historiserende stijl                                        | stadsgezicht |                                       | Berchem      | Velodroomstraat 4                                                               |                               | 215559  | Upload foto                                                               |
| Burgerhuis in beaux-artsstijl                                             | stadsgezicht |                                       | Berchem      | Velodroomstraat 5                                                               |                               | 215560  | Burgerhuis in beaux-artsstijl                                             |
| Ensemble van twee eclectische burgerhuizen                                | stadsgezicht |                                       | Berchem      | Velodroomstraat 6-8                                                             |                               | 215561  | Ensemble van twee eclectische burgerhuizen                                |
| Begin-20ste-eeuwse stadwoning                                             | stadsgezicht |                                       | Berchem      | Velodroomstraat 7                                                               |                               | 215562  | Upload foto                                                               |
| Eclectisch burgerhuis                                                     | stadsgezicht |                                       | Berchem      | Velodroomstraat 10                                                              |                               | 215563  | Upload foto                                                               |
| Eclectisch burgerhuis                                                     | stadsgezicht |                                       | Berchem      | Velodroomstraat 12                                                              |                               | 215564  | Upload foto                                                               |
| Eclectisch burgerhuis                                                     | stadsgezicht |                                       | Berchem      | Velodroomstraat 14                                                              |                               | 215566  | Eclectisch burgerhuis                                                     |
| Burgerhuis in beaux-artsstijl                                             | stadsgezicht |                                       | Berchem      | Velodroomstraat 16                                                              |                               | 215567  | Burgerhuis in beaux-artsstijl                                             |
| Burgerhuis in beaux-artsstijl                                             | stadsgezicht |                                       | Berchem      | Velodroomstraat 20                                                              |                               | 215568  | Upload foto                                                               |
| Eclectisch burgerhuis                                                     | stadsgezicht |                                       | Berchem      | Velodroomstraat 21                                                              |                               | 215569  | Upload foto                                                               |
| Burgerhuis in art deco                                                    | stadsgezicht |                                       | Berchem      | Velodroomstraat 22                                                              |                               | 215570  | Upload foto                                                               |
| Eclectisch burgerhuis                                                     | stadsgezicht |                                       | Berchem      | Velodroomstraat 23                                                              |                               | 215571  | Upload foto                                                               |
| Modernistisch burgerhuis                                                  | stadsgezicht |                                       | Berchem      | Velodroomstraat 24                                                              |                               | 215575  | Upload foto                                                               |
| Meergezinswoning in neotraditionele stijl                                 | stadsgezicht |                                       | Berchem      | Velodroomstraat 25                                                              |                               | 215576  | Upload foto                                                               |
| Burgerhuis in art deco                                                    | stadsgezicht |                                       | Berchem      | Velodroomstraat 27                                                              |                               | 215577  | Burgerhuis in art deco                                                    |
| Burgerhuis in beaux-artsstijl                                             | stadsgezicht |                                       | Berchem      | Velodroomstraat 29                                                              |                               | 215578  | Burgerhuis in beaux-artsstijl                                             |
| Burgerhuis in beaux-artsstijl                                             | stadsgezicht |                                       | Berchem      | Velodroomstraat 31                                                              |                               | 215580  | Burgerhuis in beaux-artsstijl                                             |
| Modernistische woning                                                     | stadsgezicht |                                       | Berchem      | Velodroomstraat 32                                                              |                               | 215581  | Modernistische woning                                                     |
| Burgerhuis in art nouveau                                                 | stadsgezicht |                                       | Berchem      | Velodroomstraat 33                                                              |                               | 215582  | Burgerhuis in art nouveau                                                 |
| Meergezinswoning in art deco                                              | stadsgezicht |                                       | Berchem      | Velodroomstraat 34                                                              |                               | 215583  | Meergezinswoning in art deco                                              |
| Neoclassicistisch burgerhuis                                              | stadsgezicht |                                       | Berchem      | Velodroomstraat 35                                                              |                               | 215584  | Neoclassicistisch burgerhuis                                              |
| Burgerhuis in art deco                                                    | stadsgezicht |                                       | Berchem      | Velodroomstraat 36                                                              |                               | 215585  | Burgerhuis in art deco                                                    |
| Twee woningen van de Berchemse Bouwhandel                                 | stadsgezicht |                                       | Berchem      | Velodroomstraat 37-39                                                           |                               | 215586  | Twee woningen van de Berchemse Bouwhandel                                 |
| Ensemble met architectenwoning Joseph Lathouwers                          | stadsgezicht |                                       | Berchem      | Velodroomstraat 40-42                                                           |                               | 215587  | Ensemble met architectenwoning Joseph Lathouwers                          |
| Eclectische burgerwoning                                                  | stadsgezicht |                                       | Berchem      | Velodroomstraat 43                                                              |                               | 215588  | Upload foto                                                               |
| Burgerhuis in art nouveau                                                 | stadsgezicht |                                       | Berchem      | Velodroomstraat 44                                                              |                               | 215589  | Burgerhuis in art nouveau                                                 |
| Meergezinswoning van Voorspoed                                            | stadsgezicht |                                       | Berchem      | Velodroomstraat 45                                                              |                               | 215590  | Upload foto                                                               |
| Woning van kunstschilder Willem Albracht                                  | stadsgezicht |                                       | Berchem      | Velodroomstraat 46                                                              |                               | 215591  | Woning van kunstschilder Willem Albracht                                  |
| Meergezinswoning in art nouveau                                           | stadsgezicht |                                       | Berchem      | Velodroomstraat 47                                                              |                               | 215592  | Meergezinswoning in art nouveau                                           |
| Eclectisch burgerhuis                                                     | stadsgezicht |                                       | Berchem      | Velodroomstraat 48                                                              |                               | 215593  | Upload foto                                                               |
| Burgerhuis in beaux-artsstijl                                             | stadsgezicht |                                       | Berchem      | Velodroomstraat 50                                                              |                               | 215594  | Burgerhuis in beaux-artsstijl                                             |
| Burgerhuis met geel parement                                              | stadsgezicht |                                       | Berchem      | Velodroomstraat 49                                                              |                               | 215595  | Upload foto                                                               |
| Burgerhuis in beaux-artsstijl                                             | stadsgezicht |                                       | Berchem      | Velodroomstraat 52                                                              |                               | 215596  | Burgerhuis in beaux-artsstijl                                             |
| Meergezinswoning in beaux-artsstijl                                       | stadsgezicht |                                       | Berchem      | Velodroomstraat 54                                                              |                               | 215597  | Meergezinswoning in beaux-artsstijl                                       |
| Burgerhuis in art deco                                                    | stadsgezicht |                                       | Berchem      | Velodroomstraat 64                                                              |                               | 215598  | Burgerhuis in art deco                                                    |
| Eclectisch burgerhuis                                                     | stadsgezicht |                                       | Berchem      | Velodroomstraat 68                                                              |                               | 215600  | Eclectisch burgerhuis                                                     |
| Oorlogsmonument en militair ereperk                                       | Monument |                                       | Berchem      | Elisabethlaan                                                                   |                               | 216120  | Upload foto                                                               |
| Oorlogsmonument en ereperk voor de gesneuvelden van beide Wereldoorlogen  | |                                       | Berchem      | Elisabethlaan                                                                   |                               | 216121  | Upload foto                                                               |
| Hulde aan de Vuurkruisen                                                  | |                                       | Berchem      | Elisabethlaan                                                                   |                               | 216122  | Upload foto                                                               |
| Opbrengstwoning van Florent Verbraeken                                    | stadsgezicht |                                       | Berchem      | Generaal Van Merlenstraat 4                                                     |                               | 216473  | Opbrengstwoning van Florent Verbraeken                                    |
| Bedrijfsgebouwen The Antwerp Telephone and Electric Works (ATEA)          | |                                       | Berchem      | Belpairestraat 20, Coveliersstraat 2                                            |                               | 216651  | Bedrijfsgebouwen The Antwerp Telephone and Electric Works (ATEA)          |
| Architectenwoning Cis Van de Velde                                        | |                                       | Berchem      | Rooilaan 5                                                                      |                               | 216850  | Architectenwoning Cis Van de Velde                                        |
| Appartementsgebouw in brutalistische stijl                                | |                                       | Berchem      | Prins Boudewijnlaan 3                                                           |                               | 217112  | Appartementsgebouw in brutalistische stijl                                |
| Appartementsgebouw in brutalistische stijl                                | |                                       | Berchem      | Koninklijkelaan 26                                                              |                               | 217113  | Appartementsgebouw in brutalistische stijl                                |
| Burgerhuis in sobere art-nouveaustijl                                     | stadsgezicht |                                       | Berchem      | Cogels-Osylei 78                                                                |                               | 217141  | Burgerhuis in sobere art-nouveaustijl                                     |
| Eclectische meergezinswoning                                              | stadsgezicht |                                       | Berchem      | Generaal Capiaumontstraat 3                                                     |                               | 217142  | Eclectische meergezinswoning                                              |
| Eclectisch burgerhuis                                                     | stadsgezicht |                                       | Berchem      | Generaal Capiaumontstraat 5                                                     |                               | 217143  | Eclectisch burgerhuis                                                     |
| Modernistische woning                                                     | stadsgezicht |                                       | Berchem      | Generaal Capiaumontstraat 12                                                    |                               | 217144  | Modernistische woning                                                     |
| Burgerhuis in beaux-artsstijl                                             | stadsgezicht |                                       | Berchem      | Generaal Capiaumontstraat 21                                                    |                               | 217145  | Burgerhuis in beaux-artsstijl                                             |
| Ensemble Het Water                                                        | stadsgezicht |                                       | Berchem      | Generaal Capiaumontstraat 22, Velodroomstraat 13                                |                               | 217146  | Ensemble Het Water                                                        |
| Meergezinswoning in art-nouveaustijl                                      | stadsgezicht |                                       | Berchem      | Generaal Capiaumontstraat 23                                                    |                               | 217147  | Meergezinswoning in art-nouveaustijl                                      |
| Atelier en woning van beeldhouwer Eduard Deckers                          | stadsgezicht |                                       | Berchem      | Generaal Capiaumontstraat 24                                                    |                               | 217148  | Atelier en woning van beeldhouwer Eduard Deckers                          |
| Kunstenaarswoning Alfons Van Beurden                                      | stadsgezicht |                                       | Berchem      | Generaal Capiaumontstraat 25                                                    |                               | 217149  | Kunstenaarswoning Alfons Van Beurden                                      |
| Rentenierswoning in beaux-artsstijl                                       | stadsgezicht |                                       | Berchem      | Generaal Capiaumontstraat 26                                                    |                               | 217150  | Rentenierswoning in beaux-artsstijl                                       |
| Woning van beeldhouwer Karel-Jan Kerckx                                   | stadsgezicht |                                       | Berchem      | Generaal Capiaumontstraat 27                                                    |                               | 217151  | Woning van beeldhouwer Karel-Jan Kerckx                                   |
| Ensemble van drie woningen in beaux-artsstijl                             | stadsgezicht |                                       | Berchem      | Generaal Capiaumontstraat 28-32                                                 |                               | 217152  | Ensemble van drie woningen in beaux-artsstijl                             |
| Eclectisch burgerhuis                                                     | stadsgezicht |                                       | Berchem      | Generaal Capiaumontstraat 29                                                    |                               | 217153  | Eclectisch burgerhuis                                                     |
| Ensemble van drie eclectische burgerhuizen                                | stadsgezicht |                                       | Berchem      | Generaal Capiaumontstraat 31-35                                                 |                               | 217155  | Ensemble van drie eclectische burgerhuizen                                |
| Ensemble van drie eclectische burgerhuizen                                | stadsgezicht |                                       | Berchem      | Generaal Capiaumontstraat 34-38                                                 |                               | 217157  | Ensemble van drie eclectische burgerhuizen                                |
| Eclectisch burgerhuis                                                     | stadsgezicht |                                       | Berchem      | Generaal Capiaumontstraat 37                                                    |                               | 217158  | Eclectisch burgerhuis                                                     |
| Eclectisch burgerhuis                                                     | stadsgezicht |                                       | Berchem      | Generaal Capiaumontstraat 42                                                    |                               | 217159  | Eclectisch burgerhuis                                                     |
| Eclectisch burgerhuis                                                     | stadsgezicht |                                       | Berchem      | Generaal Capiaumontstraat 44                                                    |                               | 217160  | Eclectisch burgerhuis                                                     |
| Eclectisch burgerhuis                                                     | stadsgezicht |                                       | Berchem      | Generaal Capiaumontstraat 46                                                    |                               | 217161  | Eclectisch burgerhuis                                                     |
| Eclectisch ensemble                                                       | stadsgezicht |                                       | Berchem      | Generaal Capiaumontstraat 8-10                                                  |                               | 217162  | Eclectisch ensemble                                                       |
| Neoclassicistisch burgerhuis                                              | stadsgezicht |                                       | Berchem      | Generaal Van Merlenstraat 3                                                     |                               | 217163  | Neoclassicistisch burgerhuis                                              |
| Neoclassicistisch burgerhuis                                              | stadsgezicht |                                       | Berchem      | Generaal Van Merlenstraat 6                                                     |                               | 217164  | Neoclassicistisch burgerhuis                                              |
| Eclectisch burgerhuis                                                     | stadsgezicht |                                       | Berchem      | Generaal Van Merlenstraat 8                                                     |                               | 217165  | Eclectisch burgerhuis                                                     |
| Burgerhuis in beaux-artsstijl                                             | stadsgezicht |                                       | Berchem      | Generaal Van Merlenstraat 10                                                    |                               | 217166  | Burgerhuis in beaux-artsstijl                                             |
| Burgerhuis in beaux-artsstijl                                             | stadsgezicht |                                       | Berchem      | Generaal Van Merlenstraat 12                                                    |                               | 217167  | Burgerhuis in beaux-artsstijl                                             |
| Eclectisch burgerhuis                                                     | stadsgezicht |                                       | Berchem      | Generaal Van Merlenstraat 14                                                    |                               | 217168  | Eclectisch burgerhuis                                                     |
| Twee identieke burgerhuizen                                               | stadsgezicht |                                       | Berchem      | Generaal Van Merlenstraat 15-17                                                 |                               | 217169  | Twee identieke burgerhuizen                                               |
| Ensemble van J. Ketelair                                                  | stadsgezicht |                                       | Berchem      | Generaal Van Merlenstraat 18-22                                                 |                               | 217170  | Ensemble van J. Ketelair                                                  |
| Eclectische meergezinswoning                                              | stadsgezicht |                                       | Berchem      | Generaal Van Merlenstraat 19                                                    |                               | 217171  | Eclectische meergezinswoning                                              |
| Architectenwoning Alfons Van Braekel                                      | stadsgezicht |                                       | Berchem      | Generaal Van Merlenstraat 21, 21A                                               |                               | 217172  | Architectenwoning Alfons Van Braekel                                      |
| Appartementsgebouw in sobere art-decostijl                                | stadsgezicht |                                       | Berchem      | Generaal Van Merlenstraat 23                                                    |                               | 217173  | Appartementsgebouw in sobere art-decostijl                                |
| Burgerhuis in beaux-artsstijl                                             | stadsgezicht |                                       | Berchem      | Generaal Van Merlenstraat 24                                                    |                               | 217174  | Burgerhuis in beaux-artsstijl                                             |
| Neoclassicistische burgerwoning                                           | stadsgezicht |                                       | Berchem      | Generaal Van Merlenstraat 16                                                    |                               | 217175  | Neoclassicistische burgerwoning                                           |
| Burgerhuis in beaux-artsstijl                                             | stadsgezicht |                                       | Berchem      | Guldenvliesstraat 4                                                             |                               | 217176  | Burgerhuis in beaux-artsstijl                                             |
| Neoclassicistisch samenstel                                               | stadsgezicht |                                       | Berchem      | Guldenvliesstraat 20-22                                                         |                               | 217177  | Upload foto                                                               |
| Neoclassicistisch burgerhuis                                              | stadsgezicht |                                       | Berchem      | Guldenvliesstraat 28                                                            |                               | 217178  | Neoclassicistisch burgerhuis                                              |
| Eclectisch samenstel                                                      | stadsgezicht |                                       | Berchem      | Guldenvliesstraat 32-34                                                         |                               | 217179  | Eclectisch samenstel                                                      |
| Burgerhuis in art nouveau                                                 | stadsgezicht |                                       | Berchem      | Guldenvliesstraat 36                                                            |                               | 217180  | Burgerhuis in art nouveau                                                 |
| Burgerhuis in art nouveau                                                 | stadsgezicht |                                       | Berchem      | Guldenvliesstraat 38                                                            |                               | 217181  | Burgerhuis in art nouveau                                                 |
| Ensemble in art-nouveaustijl                                              | stadsgezicht |                                       | Berchem      | Guldenvliesstraat 56-58                                                         |                               | 217182  | Ensemble in art-nouveaustijl                                              |
| Neo-Vlaamserenaissance-winkelhuis                                         | stadsgezicht |                                       | Berchem      | Guldenvliesstraat 60                                                            |                               | 217183  | Neo-Vlaamserenaissance-winkelhuis                                         |
| Ensemble in art nouveau                                                   | stadsgezicht |                                       | Berchem      | Guldenvliesstraat 62-66                                                         |                               | 217184  | Ensemble in art nouveau                                                   |
| Eclectische stadswoningen                                                 | stadsgezicht |                                       | Berchem      | Leemputstraat 13-15                                                             |                               | 217186  | Upload foto                                                               |
| Eclectische stadswoning                                                   | stadsgezicht |                                       | Berchem      | Leemputstraat 17                                                                |                               | 217188  | Upload foto                                                               |
| Neoclassicistisch burgerhuis                                              | stadsgezicht |                                       | Berchem      | Pretoriastraat 2                                                                |                               | 217189  | Upload foto                                                               |
| Gevarieerde huizenrij                                                     | stadsgezicht |                                       | Berchem      | Pretoriastraat 4-10                                                             |                               | 217190  | Gevarieerde huizenrij                                                     |
| Neoclassicistische huizenrij                                              | stadsgezicht |                                       | Berchem      | Pretoriastraat 12-18                                                            |                               | 217191  | Upload foto                                                               |
| Stadswoningen met paardenstal                                             | stadsgezicht |                                       | Berchem      | Pretoriastraat 20-24                                                            |                               | 217192  | Upload foto                                                               |
| Eclectische meergezinswoning met magazijn                                 | stadsgezicht |                                       | Berchem      | Pretoriastraat 58                                                               |                               | 217193  | Upload foto                                                               |
| Eclectische meergezinswoning                                              | stadsgezicht |                                       | Berchem      | Pretoriastraat 60                                                               |                               | 217194  | Upload foto                                                               |
| Ensemble in art-decostijl van de Berchems Bouwhandel                      | stadsgezicht |                                       | Berchem      | Pretoriastraat 78-80                                                            |                               | 217195  | Upload foto                                                               |
| Reeksbouw Berchemse Bouwhandel                                            | stadsgezicht |                                       | Berchem      | Pretoriastraat 82-92                                                            |                               | 217196  | Upload foto                                                               |
| Neoclassicistisch ensemble van de Berchemse Bouwhandel                    | stadsgezicht |                                       | Berchem      | Pretoriastraat 94-98                                                            |                               | 217198  | Upload foto                                                               |
| Burgerhuis in neo-Vlaamserenaissance-stijl                                | stadsgezicht |                                       | Berchem      | Tramplein 4                                                                     |                               | 217199  | Upload foto                                                               |
| Burgerhuis in eenvoudige art nouveau                                      | stadsgezicht |                                       | Berchem      | Transvaalstraat 1                                                               |                               | 217200  | Upload foto                                                               |
| Eclectisch burgerhuis                                                     | stadsgezicht |                                       | Berchem      | Transvaalstraat 5                                                               |                               | 217201  | Upload foto                                                               |
| Eclectisch burgerhuis                                                     | stadsgezicht |                                       | Berchem      | Transvaalstraat 8                                                               |                               | 217202  | Eclectisch burgerhuis                                                     |
| Meergezinswoning in art-decostijl                                         | stadsgezicht |                                       | Berchem      | Transvaalstraat 10                                                              |                               | 217203  | Meergezinswoning in art-decostijl                                         |
| Eclectisch burgerhuis                                                     | stadsgezicht |                                       | Berchem      | Transvaalstraat 12                                                              |                               | 217204  | Eclectisch burgerhuis                                                     |
| Burgerhuis in cottagestijl                                                | stadsgezicht |                                       | Berchem      | Transvaalstraat 14                                                              |                               | 217205  | Upload foto                                                               |
| Neotraditioneel burgerhuis                                                | stadsgezicht |                                       | Berchem      | Transvaalstraat 16                                                              |                               | 217206  | Neotraditioneel burgerhuis                                                |
| Burgerhuis in art nouveau                                                 | stadsgezicht |                                       | Berchem      | Transvaalstraat 18                                                              |                               | 217207  | Burgerhuis in art nouveau                                                 |
| Eclectisch burgerhuis                                                     | stadsgezicht |                                       | Berchem      | Transvaalstraat 34                                                              |                               | 217208  | Eclectisch burgerhuis                                                     |
| Burgerhuis in beaux-artsstijl                                             | stadsgezicht |                                       | Berchem      | Transvaalstraat 36                                                              |                               | 217209  | Burgerhuis in beaux-artsstijl                                             |
| Eclectisch ensemble van twee burgerhuizen                                 | stadsgezicht |                                       | Berchem      | Transvaalstraat 44-46                                                           |                               | 217210  | Eclectisch ensemble van twee burgerhuizen                                 |
| Burgerhuis in neo-Vlaamserenaissance-stijl                                | stadsgezicht |                                       | Berchem      | Transvaalstraat 48                                                              |                               | 217211  | Burgerhuis in neo-Vlaamserenaissance-stijl                                |
| Eclectisch burgerhuis                                                     | stadsgezicht |                                       | Berchem      | Transvaalstraat 55                                                              |                               | 217212  | Eclectisch burgerhuis                                                     |
| Eclectisch burgerhuis                                                     | stadsgezicht |                                       | Berchem      | Transvaalstraat 57                                                              |                               | 217213  | Upload foto                                                               |
| Burgerhuis in neo-Vlaamserenaissance-stijl                                | stadsgezicht |                                       | Berchem      | Transvaalstraat 60                                                              |                               | 217214  | Burgerhuis in neo-Vlaamserenaissance-stijl                                |
| Burgerhuis in neo-Vlaamserenaissance-stijl                                | stadsgezicht |                                       | Berchem      | Transvaalstraat 3                                                               |                               | 217215  | Upload foto                                                               |
| Café Den Hertog                                                           | stadsgezicht |                                       | Berchem      | Uitbreidingstraat 512                                                           |                               | 217216  | Café Den Hertog                                                           |
| Eclectisch ensemble                                                       | stadsgezicht |                                       | Berchem      | Uitbreidingstraat 520, 524-526                                                  |                               | 217217  | Eclectisch ensemble                                                       |
| Eclectisch burgerhuis                                                     | stadsgezicht |                                       | Berchem      | Uitbreidingstraat 538                                                           |                               | 217218  | Upload foto                                                               |
| Paardenstallen en remise                                                  | stadsgezicht |                                       | Berchem      | Uitbreidingstraat 540                                                           |                               | 217219  | Paardenstallen en remise                                                  |
| Twee neoclassicistische burgerhuizen                                      | stadsgezicht |                                       | Berchem      | Uitbreidingstraat 548-550                                                       |                               | 217220  | Upload foto                                                               |
| Eclectische meergezinswoning                                              | stadsgezicht |                                       | Berchem      | Uitbreidingstraat 552                                                           |                               | 217221  | Upload foto                                                               |
| Eclectische meergezinswoning                                              | stadsgezicht |                                       | Berchem      | Uitbreidingstraat 554                                                           |                               | 217222  | Upload foto                                                               |
| Burgerhuis in beaux-artsstijl                                             | stadsgezicht |                                       | Berchem      | Uitbreidingstraat 556                                                           |                               | 217223  | Burgerhuis in beaux-artsstijl                                             |
| Neoclassicistisch burgerhuis                                              | stadsgezicht |                                       | Berchem      | Uitbreidingstraat 560                                                           |                               | 217224  | Upload foto                                                               |
| Appartementsgebouw in art-decostijl                                       | stadsgezicht |                                       | Berchem      | Uitbreidingstraat 562-564                                                       |                               | 217225  | Appartementsgebouw in art-decostijl                                       |
| Appartementsgebouw in art-decostijl                                       | stadsgezicht |                                       | Berchem      | Uitbreidingstraat 566                                                           |                               | 217226  | Upload foto                                                               |
| Eclectische meergezinswoning                                              | stadsgezicht |                                       | Berchem      | Uitbreidingstraat 568                                                           |                               | 217227  | Upload foto                                                               |
| Eclectisch opbrengsteigendom                                              | stadsgezicht |                                       | Berchem      | Uitbreidingstraat 570                                                           |                               | 217228  | Upload foto                                                               |
| Burgerhuis in art deco                                                    | stadsgezicht |                                       | Berchem      | Velodroomstraat 38                                                              |                               | 217229  | Upload foto                                                               |
| Eclectisch burgerhuis                                                     | stadsgezicht |                                       | Berchem      | Velodroomstraat 62                                                              |                               | 217230  | Upload foto                                                               |
| Eclectisch burgerhuis                                                     | stadsgezicht |                                       | Berchem      | Velodroomstraat 66                                                              |                               | 217231  | Upload foto                                                               |
| Eclectisch ensemble                                                       | stadsgezicht |                                       | Berchem      | Waterloostraat 13-15                                                            |                               | 217232  | Eclectisch ensemble                                                       |
| Art-nouveauburgerhuis                                                     | stadsgezicht |                                       | Berchem      | Waterloostraat 17                                                               |                               | 217233  | Art-nouveauburgerhuis                                                     |
| Eclectisch burgerhuis                                                     | stadsgezicht |                                       | Berchem      | Waterloostraat 19                                                               |                               | 217234  | Eclectisch burgerhuis                                                     |
| Eclectisch ensemble                                                       | stadsgezicht |                                       | Berchem      | Waterloostraat 20-24                                                            |                               | 217235  | Eclectisch ensemble                                                       |
| Art-nouveauburgerhuis                                                     | stadsgezicht |                                       | Berchem      | Waterloostraat 21                                                               |                               | 217236  | Art-nouveauburgerhuis                                                     |
| Eclectisch burgerhuis                                                     | stadsgezicht |                                       | Berchem      | Waterloostraat 23                                                               |                               | 217237  | Eclectisch burgerhuis                                                     |
| Eclectische stadswoning                                                   | stadsgezicht |                                       | Berchem      | Waterloostraat 29                                                               |                               | 217238  | Eclectische stadswoning                                                   |
| Eclectisch burgerhuis                                                     | stadsgezicht |                                       | Berchem      | Waterloostraat 33                                                               |                               | 217239  | Eclectisch burgerhuis                                                     |
| Neoclassicistisch burgerhuis                                              | stadsgezicht |                                       | Berchem      | Waterloostraat 32                                                               |                               | 217240  | Neoclassicistisch burgerhuis                                              |
| Neoclassicistisch burgerhuis                                              | stadsgezicht |                                       | Berchem      | Waterloostraat 34                                                               |                               | 217241  | Neoclassicistisch burgerhuis                                              |
| Eclectisch burgerhuis                                                     | stadsgezicht |                                       | Berchem      | Waterloostraat 35                                                               |                               | 217242  | Eclectisch burgerhuis                                                     |
| Rij van drie arbeiderswoningen                                            | stadsgezicht |                                       | Berchem      | Waterloostraat 36-40                                                            |                               | 217243  | Rij van drie arbeiderswoningen                                            |
| Neoclassicistisch burgerhuis van Jacques De Weerdt                        | stadsgezicht |                                       | Berchem      | Waterloostraat 41                                                               |                               | 217244  | Neoclassicistisch burgerhuis van Jacques De Weerdt                        |
| Neoclassicistisch burgerhuis                                              | stadsgezicht |                                       | Berchem      | Waterloostraat 43                                                               |                               | 217245  | Neoclassicistisch burgerhuis                                              |
| Ensemble van twee eclectische arbeiderswoningen                           | stadsgezicht |                                       | Berchem      | Waterloostraat 44-46                                                            |                               | 217246  | Ensemble van twee eclectische arbeiderswoningen                           |
| Art-nouveauburgerhuis                                                     | stadsgezicht |                                       | Berchem      | Waterloostraat 45                                                               |                               | 217247  | Art-nouveauburgerhuis                                                     |
| Eclectisch burgerhuis                                                     | stadsgezicht |                                       | Berchem      | Waterloostraat 47                                                               |                               | 217248  | Eclectisch burgerhuis                                                     |
| Ensemble in art nouveau van Joseph Baeckelmans                            | stadsgezicht |                                       | Berchem      | Waterloostraat 49-51                                                            |                               | 217249  | Ensemble in art nouveau van Joseph Baeckelmans                            |
| Eclectisch burgerhuis van Joseph Baeckelmans                              | stadsgezicht |                                       | Berchem      | Waterloostraat 65                                                               |                               | 217250  | Eclectisch burgerhuis van Joseph Baeckelmans                              |
| Oorlogsmonument ontworpen door Van Averbeke en Dupon                      | Monument |                                       | Berchem      | Elisabethlaan, Koninklijkelaan                                                  |                               | 217264  | Oorlogsmonument ontworpen door Van Averbeke en Dupon                      |
| Woning en werkhuis van aannemer H. Lauwaert                               | stadsgezicht |                                       | Berchem      | Transvaalstraat 7                                                               |                               | 300025  | Upload foto                                                               |
| Ensemble van twee eclectische burgerhuizen                                | stadsgezicht |                                       | Berchem      | Transvaalstraat 9-11                                                            |                               | 300026  | Ensemble van twee eclectische burgerhuizen                                |
| Ensemble van twee eclectische burgerhuizen                                | stadsgezicht |                                       | Berchem      | Transvaalstraat 19-21                                                           |                               | 300027  | Ensemble van twee eclectische burgerhuizen                                |
| Ensemble van twee eclectische burgerhuizen                                | stadsgezicht |                                       | Berchem      | Transvaalstraat 37-39                                                           |                               | 300028  | Upload foto                                                               |
| Ensemble van Bilmeyer en Van Riel                                         | Monument: nr. 20, nr. 22                                                                                            |                                       | Berchem      | Transvaalstraat 20-22                                                           |                               | 300108  | Ensemble van Bilmeyer en Van Riel                                         |
| Ensemble van Bilmeyer en Van Riel                                         | stadsgezicht |                                       | Berchem      | Transvaalstraat 24-26                                                           |                               | 300109  | Ensemble van Bilmeyer en Van Riel                                         |
| Ensemble van Bilmeyer en Van Riel                                         | Monument: nr. 45, nr. 47                                                                                            |                                       | Berchem      | Transvaalstraat 45-47                                                           |                               | 300110  | Ensemble van Bilmeyer en Van Riel                                         |
| Ensemble van Bilmeyer en Van Riel                                         | Monument: nr. 49, nr. 51, nr. 53                                                                                    |                                       | Berchem      | Transvaalstraat 49-53                                                           |                               | 300111  | Upload foto                                                               |
| Neoclassicistisch burgerhuis                                              | |                                       | Berchem      | Guldenvliesstraat 25                                                            |                               | 300146  | Neoclassicistisch burgerhuis                                              |
| Gekoppelde burgerhuizen in eclectische stijl                              | |                                       | Berchem      | Generaal Lemanstraat 46-48                                                      |                               | 300200  | Gekoppelde burgerhuizen in eclectische stijl                              |
| Appartementsgebouw Rapoport-Wellner, architectenwoning Jules Wellner      | |                                       | Berchem      | De Merodelei 29                                                                 |                               | 300213  | Appartementsgebouw Rapoport-Wellner, architectenwoning Jules Wellner      |
| Appartementsgebouw Le Confort III                                         | | 1929 Alfred Portielje en Jan De Braey | Berchem      | De Merodelei 31                                                                 |                               | 300214  | Appartementsgebouw Le Confort III                                         |
| Appartementsgebouw in art-decostijl                                       | |                                       | Berchem      | De Merodelei 35                                                                 |                               | 300215  | Appartementsgebouw in art-decostijl                                       |
| Modernistisch appartementsgebouw, architectenwoning Nachman Kaplansky     | |                                       | Berchem      | De Merodelei 37                                                                 |                               | 300216  | Modernistisch appartementsgebouw, architectenwoning Nachman Kaplansky     |
| Eclectisch burgerhuis                                                     | |                                       | Berchem      | Leemputstraat 18                                                                |                               | 300226  | Eclectisch burgerhuis                                                     |
| Burgerhuis in beaux-artsstijl                                             | |                                       | Berchem      | Prins Albertlei 8                                                               |                               | 300227  | Burgerhuis in beaux-artsstijl                                             |
| Eclectische burgerwoning                                                  | |                                       | Berchem      | Leemputstraat 20-22                                                             |                               | 300231  | Eclectische burgerwoning                                                  |
| Eclectisch burgerhuis ontworpen door François Toen                        | Monument |                                       | Berchem      | Cogels-Osylei 84                                                                |                               | 300263  | Eclectisch burgerhuis ontworpen door François Toen                        |
| Eclectisch burgerhuis                                                     | Monument |                                       | Berchem      | Cogels-Osylei 82                                                                |                               | 300264  | Eclectisch burgerhuis                                                     |
| Eclectisch hoekpand met café                                              | stadsgezicht |                                       | Berchem      | Cogels-Osylei 88                                                                |                               | 300265  | Eclectisch hoekpand met café                                              |
| Architectenwoning Alphonse Deckers                                        | Monument |                                       | Berchem      | Cogels-Osylei 57                                                                |                               | 300266  | Architectenwoning Alphonse Deckers                                        |
| Woning De Zonnewijzer                                                     | Monument |                                       | Berchem      | Cogels-Osylei 59                                                                |                               | 300267  | Woning De Zonnewijzer                                                     |
| Woning De Dierenriem                                                      | Monument |                                       | Berchem      | Cogels-Osylei 61                                                                |                               | 300268  | Woning De Dierenriem                                                      |
| Burgerhuis ontworpen door Frans Toen                                      | Monument |                                       | Berchem      | Cogels-Osylei 63                                                                |                               | 300269  | Burgerhuis ontworpen door Frans Toen                                      |
| Rijhuis in brutalistische stijl                                           | |                                       | Berchem      | Elzenhoutstraat 9                                                               |                               | 300461  | Upload foto                                                               |
| Rijhuis in brutalistische stijl                                           | |                                       | Berchem      | Floraliënlaan 32                                                                |                               | 300463  | Upload foto                                                               |
| Herenhuis in neorégencestijl                                              | stadsgezicht |                                       | Berchem      | Kardinaal Mercierlei 17                                                         |                               | 300673  | Herenhuis in neorégencestijl                                              |
| Burgerhuis in neorégencestijl                                             | stadsgezicht | 1912 Michel De Braey                  | Berchem      | Kardinaal Mercierlei 19                                                         |                               | 300674  | Burgerhuis in neorégencestijl                                             |
| Meergezinswoning in art-decostijl                                         | |                                       | Berchem      | Theophiel Roucourtstraat 11-13                                                  |                               | 300675  | Meergezinswoning in art-decostijl                                         |
| Burgerhuis in beaux-artsstijl                                             | stadsgezicht |                                       | Berchem      | Kardinaal Mercierlei 30                                                         |                               | 300678  | Burgerhuis in beaux-artsstijl                                             |
| Burgerhuis in beaux-artsstijl                                             | stadsgezicht |                                       | Berchem      | Kardinaal Mercierlei 32                                                         |                               | 300679  | Burgerhuis in beaux-artsstijl                                             |
| Geheel van vijf meergezinshuizen in beaux-artsstijl                       | |                                       | Berchem      | Boomgaardstraat 160-168                                                         |                               | 301539  | Geheel van vijf meergezinshuizen in beaux-artsstijl                       |
| Geheel van café, winkel en burgerhuizen in neo-Vlaamserenaissance-stijl   | |                                       | Berchem      | Boomgaardstraat 340-350                                                         |                               | 301540  | Geheel van café, winkel en burgerhuizen in neo-Vlaamserenaissance-stijl   |
| Modernistisch appartementsgebouw                                          | |                                       | Berchem      | Prins Albertlei 25                                                              |                               | 301583  | Modernistisch appartementsgebouw                                          |
| Burgerhuis in beaux-artsstijl                                             | |                                       | Berchem      | Le Grellelei 14                                                                 |                               | 301586  | Burgerhuis in beaux-artsstijl                                             |
| Herenhuis in neorococostijl                                               | stadsgezicht |                                       | Berchem      | Le Grellelei 20                                                                 |                               | 301587  | Herenhuis in neorococostijl                                               |
| Twee burgerhuizen in beaux-artsstijl                                      | stadsgezicht |                                       | Berchem      | Le Grellelei 22-24                                                              |                               | 301588  | Twee burgerhuizen in beaux-artsstijl                                      |
| Winkelpand in art-decostijl                                               | |                                       | Berchem      | Frederik de Merodeplein 4                                                       |                               | 301589  | Winkelpand in art-decostijl                                               |
| Burgerhuis in beaux-artsstijl                                             | stadsgezicht |                                       | Berchem      | Le Grellelei 26                                                                 |                               | 301590  | Burgerhuis in beaux-artsstijl                                             |
| Geheel van vijf burgerhuizen in beaux-artsstijl                           | stadsgezicht |                                       | Berchem      | Le Grellelei 28-36                                                              |                               | 301591  | Geheel van vijf burgerhuizen in beaux-artsstijl                           |
| Meergezinswoning in art-decostijl                                         | stadsgezicht |                                       | Berchem      | Kardinaal Mercierlei 1                                                          |                               | 301608  | Meergezinswoning in art-decostijl                                         |
| Burgerhuis in art-decostijl                                               | stadsgezicht |                                       | Berchem      | Kardinaal Mercierlei 11                                                         |                               | 301609  | Burgerhuis in art-decostijl                                               |
| Herenhuis in beaux-artsstijl                                              | stadsgezicht |                                       | Berchem      | Kardinaal Mercierlei 13                                                         |                               | 301610  | Herenhuis in beaux-artsstijl                                              |
| Burgerhuis in art-decostijl                                               | stadsgezicht |                                       | Berchem      | Kardinaal Mercierlei 25                                                         |                               | 301611  | Burgerhuis in art-decostijl                                               |
| Burgerhuis in beaux-artsstijl                                             | stadsgezicht |                                       | Berchem      | Kardinaal Mercierlei 27                                                         |                               | 301612  | Burgerhuis in beaux-artsstijl                                             |
| Burgerhuis in eclectische stijl                                           | stadsgezicht |                                       | Berchem      | Kardinaal Mercierlei 29                                                         |                               | 301613  | Burgerhuis in eclectische stijl                                           |
| Burgerhuis in eclectische stijl                                           | stadsgezicht |                                       | Berchem      | Kardinaal Mercierlei 46                                                         |                               | 301614  | Burgerhuis in eclectische stijl                                           |
| Burgerhuis in eclectische stijl                                           | stadsgezicht |                                       | Berchem      | Kardinaal Mercierlei 58                                                         |                               | 301615  | Burgerhuis in eclectische stijl                                           |
| Twee burgerhuizen in eclectische stijl                                    | stadsgezicht |                                       | Berchem      | Kardinaal Mercierlei 54-56                                                      |                               | 301616  | Twee burgerhuizen in eclectische stijl                                    |
| Gekoppelde burgerhuizen in eclectische stijl                              | stadsgezicht |                                       | Berchem      | Kardinaal Mercierlei 60-62                                                      |                               | 301617  | Gekoppelde burgerhuizen in eclectische stijl                              |
| Burgerhuis in eclectische stijl                                           | stadsgezicht |                                       | Berchem      | Kardinaal Mercierlei 70                                                         |                               | 301618  | Burgerhuis in eclectische stijl                                           |
| Burgerhuis in eclectische stijl                                           | stadsgezicht |                                       | Berchem      | Kardinaal Mercierlei 72                                                         |                               | 301619  | Burgerhuis in eclectische stijl                                           |
| Burgerhuis in eclectische stijl                                           | stadsgezicht |                                       | Berchem      | Kardinaal Mercierlei 74                                                         |                               | 301620  | Burgerhuis in eclectische stijl                                           |
| Twee burgerhuizen in eclectische stijl                                    | stadsgezicht |                                       | Berchem      | Kardinaal Mercierlei 76-78                                                      |                               | 301621  | Twee burgerhuizen in eclectische stijl                                    |
| Burgerhuis in neorégencestijl                                             | stadsgezicht |                                       | Berchem      | Kardinaal Mercierlei 80                                                         |                               | 301622  | Burgerhuis in neorégencestijl                                             |
| Burgerhuis in beaux-artsstijl                                             | stadsgezicht |                                       | Berchem      | Kardinaal Mercierlei 82                                                         |                               | 301623  | Burgerhuis in beaux-artsstijl                                             |
| Burgerhuis in art-nouveaustijl                                            | stadsgezicht |                                       | Berchem      | Kardinaal Mercierlei 84                                                         |                               | 301624  | Burgerhuis in art-nouveaustijl                                            |
| Burgerhuis in art-nouveaustijl                                            | stadsgezicht |                                       | Berchem      | Kardinaal Mercierlei 86                                                         |                               | 301625  | Burgerhuis in art-nouveaustijl                                            |
| Burgerhuis in eclectische stijl                                           | stadsgezicht |                                       | Berchem      | Kardinaal Mercierlei 88                                                         |                               | 301626  | Burgerhuis in eclectische stijl                                           |
| Burgerhuis in eclectische stijl                                           | stadsgezicht |                                       | Berchem      | Kardinaal Mercierlei 90                                                         |                               | 301627  | Burgerhuis in eclectische stijl                                           |
| Burgerhuis in eclectische stijl                                           | |                                       | Berchem      | Grotesteenweg 27                                                                |                               | 301628  | Burgerhuis in eclectische stijl                                           |
| A La Belle Vue                                                            | |                                       | Berchem      | Grotesteenweg 29-31                                                             |                               | 301629  | A La Belle Vue                                                            |
| Standbeeld Frederik de Merode                                             | stadsgezicht |                                       | Berchem      | Frederik de Merodeplein                                                         |                               | 301631  | Standbeeld Frederik de Merode                                             |
| Meergezinswoning in beaux-artsstijl                                       | |                                       | Berchem      | Grotesteenweg 9                                                                 |                               | 301783  | Meergezinswoning in beaux-artsstijl                                       |
| Ensemble van vier burgerhuizen in eclectische stijl                       | |                                       | Berchem      | Theophiel Roucourtstraat 22-28                                                  |                               | 302224  | Ensemble van vier burgerhuizen in eclectische stijl                       |
| Gekoppelde burgerhuizen in neoclassicistische stijl                       | |                                       | Berchem      | Theophiel Roucourtstraat 6-8                                                    |                               | 302225  | Gekoppelde burgerhuizen in neoclassicistische stijl                       |
| Burgerhuis in art-nouveaustijl                                            | |                                       | Berchem      | Theophiel Roucourtstraat 10                                                     |                               | 302226  | Upload foto                                                               |
| Burgerhuis in eclectische stijl                                           | |                                       | Berchem      | Theophiel Roucourtstraat 12                                                     |                               | 302227  | Burgerhuis in eclectische stijl                                           |
| Rijtje van vier burgerhuizen in neoclassicistische stijl                  | |                                       | Berchem      | Theophiel Roucourtstraat 14-20                                                  |                               | 302228  | Rijtje van vier burgerhuizen in neoclassicistische stijl                  |
| Burgerhuis in art-decostijl                                               | |                                       | Berchem      | Theophiel Roucourtstraat 34                                                     |                               | 302229  | Burgerhuis in art-decostijl                                               |
| Burgerhuis in beaux-artsstijl                                             | |                                       | Berchem      | Theophiel Roucourtstraat 32                                                     |                               | 302479  | Burgerhuis in beaux-artsstijl                                             |
| Bel-etagewoning in naoorlogs modernisme                                   | |                                       | Berchem      | Theophiel Roucourtstraat 40                                                     |                               | 302715  | Bel-etagewoning in naoorlogs modernisme                                   |
| Drukkerijwinkel Baeyens                                                   | |                                       | Berchem      | Grotesteenweg 81                                                                |                               | 304645  | Upload foto                                                               |

### Bouwkundige gehelen
| Object                                               | Erfgoedstatus? | Bouwjaar of architect | Deelgemeente | Adres | Coördinaten | Nummer? | Afbeelding                                           |
| ---------------------------------------------------- | -------------- | --------------------- | ------------ | --- | ----------- | ------- | ---------------------------------------------------- |
| Kardinaal Mercierlei met omgeving                    | Stadsgezicht   |                       | Berchem      | De Merodelei, Kardinaal Mercierlei, Le Grellelei |             | 102289  | Kardinaal Mercierlei met omgeving                    |
| Eenheidsbebouwing Uitbreidingstraat en Leemputstraat | stadsgezicht   |                       | Berchem      | Leemputstraat 23-43, 44-51, 53-73, Uitbreidingstraat 472-508 |             | 102320  | Eenheidsbebouwing Uitbreidingstraat en Leemputstraat |
| Tuinwijken Groenenhoek                               |                |                       | Berchem      | |             | 102552  | Tuinwijken Groenenhoek                               |
| Zurenborg: deel Berchem                              | Stadsgezicht   |                       | Berchem      | Cogels-Osylei, Generaal Capiaumontstraat, Generaal Van Merlenstraat, Guldenvliesstraat, Leemputstraat, Pretoriastraat, Transvaalstraat, Uitbreidingstraat, Velodroomstraat, Waterloostraat |             | 120661  | Upload foto                                          |
| Victor Jacobslei en omgeving                         | Stadsgezicht   |                       | Berchem      | Beernaertstraat 26-30, Maloustraat 2-10, Victor Jacobslei 1-26 |             | 127505  | Victor Jacobslei en omgeving                         |

District Antwerpen: Antwerpen-Noord · Brederode · Centraal Station · Dam · Eilandje · Haringrode · Harmonie · Havengebied · Historisch Centrum (Oude Stad · Hoogstraat · Groenplaats) · Kiel · Linkeroever · Luchtbal-Rozemaai-Schoonbroek · Markgrave · Meirwijk · Middelheim · Schipperskwartier · Sint-Andries · Stadspark · Tentoonstellingswijk · Theaterbuurt · Universiteitsbuurt · Zuid · Zurenborg

Overige districten: Berchem · Berendrecht-Zandvliet-Lillo · Borgerhout · Deurne · Ekeren · Hoboken · Merksem · Wilrijk

Onroerend erfgoed in de provincie Antwerpen